# Parco storico di Si Thep
Il parco storico di Si Thep (in thailandese อุทยานประวัติศาสตร์ศรีเทพ) è un parco archeologico situato nel sottodistretto di Si Thep, nella provincia di Phetchabun, in Thailandia. Protegge l'antica città di Si Thep (o Sri Thep), un sito che fu abitato dal III-V secolo d.C. circa fino al XIII secolo e in cui sono stati rinvenuti reperti di culture della tarda preistoria che vanno dalla civiltà Dvaravati all'epoca d'oro dell'Impero Khmer.
Si Thep fu una delle più grandi città-stato conosciute che emersero nella regione delle pianure della Thailandia Centrale nel primo millennio, ma fu abbandonata intorno al periodo in cui le città di lingua Thai di Sukhothai e più tardi di Ayutthaya emersero come nuovi centri di potere nel bacino del fiume Chao Phraya.

## Scoperta e protezione
A partire dalle prime indagini svolte dal principe Damrong Rajanubhab nel 1904, il sito ha catturato l'attenzione dell'archeologia moderna ed è stato dichiarato "monumento storico" nel 1935. Il Dipartimento di Belle Arti ha costantemente portato avanti studi e scavi, in particolare sotto la guida degli archeologi Subhadradis Diskul, Horace Geoffrey Quaritch Wales e Jean Boisselier tra gli altri.
Si Thep è stato protetto come parco storico nel 1984 ed è stato proposto come sito candidato del patrimonio mondiale dell'UNESCO dalla Thailandia nel 2019. La città vecchia di Si Thep (con Khao Klang Nok e la grotta di Thamorrat, altri due siti vicini emblematici dell'Impero Dvaravati) è stata quindi inserita nell'elenco dei patrimoni dell'umanità dell'UNESCO come Antica città di Si Thep e suoi monumenti Dvaravati associati il 19 settembre 2023, durante la quarantacinquesima sessione del Comitato del patrimonio mondiale tenutasi a Riad. È la prima nomina di successo della Thailandia a sito culturale del patrimonio mondiale dopo Ban Chiang nel 1992.

## Descrizione generale dell'antica città di Si Thep
La storica città di Si Thep era costituita da due nuclei abitativi uniti che coprivano circa 4,7 km².
La parte più interna della città (Muang Nai), che si estende per 2,08 km², era circondata da mura e fossati, disposti in cerchi quasi concentrici, conferendo alla città un diametro di circa 1,5 km. L'interno della città è costellato di 70 stagni. Questa parte comprende 3 importanti monumenti (Prang Si Thep, Prang Song Phi Nong e Khao Khlang Nai) e circa 45 siti archeologici, tutti restaurati dal Dipartimento di Belle Arti della Thailandia. La parte esterna della città (Muang Nok) è rettangolare con angoli arrotondati, si estende per 2,54 km quadrati, è circondata da mura e fossati e comprende monumenti in rovina, in seguito a saccheggi e al successivo riutilizzo dei materiali. Questa parte ha 7 ingressi, 54 siti archeologici minori e 30 stagni.
Fuori dalla città storica si contano circa 50 siti archeologici, i più importanti sono Khao Khlang Nok e Prang Ruesi (o Reussi, a seconda della traslitterazione adottata), entrambi situati a nord della città, e la grotta di Khao Thamorat, a ovest del città.
La storica città di Si Thep è stata abbandonata e ricoperta dalla vegetazione. Secondo un monaco, gli abitanti del villaggio lo chiamavano Muang Apai Sali. Nel 1904 il nome di Si Thep fu annotato in un resoconto della visita del principe Damrong Rajanubhab nella provincia di Phetchabun. Ha ricercato questo nome e lo ha trovato negli archivi di Ayutthaya e Rattanakosin.

## Storia

### Primo insediamento: IV-V secolo d.C
Si Thep si è sviluppato da un villaggio agricolo preistorico nella valle del Pa Sak circa 2500-1500 anni fa. Nella prima fase archeologica (intorno al IV-V secolo d.C.) il primo insediamento di Si Thep occupava il centro della città ed esisteva una tradizione di sepoltura con offerte legate all'India e alle comunità della regione centrale e del bacino del fiume Moon a nord-est.

### Periodo dell'influenza indù: VI-VIII secolo d.C
La seconda fase dell'occupazione (circa VI-VIII secolo d.C.) fu caratterizzata dall'espansione verso la città esterna. Con l'emergere della monarchia, il Visnuismo assunse un ruolo importante nella società di Si Thep, con rapporti con le culture dell'India, Funan, Chenla e Dvaravati. Si Thep era un centro culturale urbano Dvaravati sin dal VI secolo d.C. e una delle prime comunità in Thailandia che stabilirono contatti con l'India, come attestato nell'iscrizione su pietra K 978, scritta in sanscrito con caratteri Pallava datata al VI secolo d.C. Quindi Si Thep si sviluppò inizialmente insieme ad altri primi stati del sud-est asiatico come Funan, Chenla e Sri Ksetra. Charles Higham riporta di un'iscrizione Dvaravati del VII secolo proveniente da Si Thep che afferma: "Nell'anno... un re che è nipote del grande re, che è il figlio di Pruthiveenadravarman, e che è grande come Bhavavarman, che ha principi morali riconosciuti, che è potente e il terrore dei suoi nemici, erige questa iscrizione quando sale al trono". Un fossato racchiudeva 4,7 km quadrati, mentre la struttura Khao Klang Nai (in thailandese เขาคลังใน) risale al VI-VII secolo.

### Periodo dell'influenza buddista: VIII-X secolo d.C
Questa fase (tra l'VIII e il X secolo d.C.) fu la più prospera: fu sviluppato un sistema di irrigazione e il Buddhismo Mahāyāna influenzò l'arte mentre continuavano i rapporti con l'India, l'Impero Dvaravati e le città del nord-est. I siti di Si Thep, Sema, e Lopburi controllavano le rotte commerciali e le vie principali nella regione.

### Ascesa di Angkor: XI-XIII secolo d.C
Durante questa fase (XI-XIII secolo d.C.), ai tempi di Angkor, lo Scivaismo ebbe una grande influenza a Si Thep e la città ebbe rapporti con Phimai nel bacino del fiume Mun dal momento che Sema cessò di controllare le reti stradali. A causa della politica di Jayavarman VII, Si Thep perse importanza e fu abbandonata intorno al XIV secolo. Prang Song Phi Nong e Prang Si Thep furono costruiti tra l'XI e il XII secolo.

## Strutture esistenti e resti ritrovati

### Periodo preistorico
Nel 1988 il Dipartimento di Belle Arti della Thailandia ha effettuato uno scavo in una piccola collina situata 400 metri a nord-ovest di Prang Si Thep, all'interno delle mura della città di Si Thep. Ad una profondità di un metro è stato scoperto lo scheletro di un elefante, alla stessa profondità della base di un monumento situato su questa collina. Ad una profondità di tre metri sono stati rinvenuti anche cinque scheletri umani, lo scheletro più completo è quello di una donna sdraiata con la testa rivolta a nord; nelle vicinanze sono stati trovati anche ornamenti, armi metalliche e stoviglie. Due scheletri sono incompleti, le altre ossa sono in vasi posti leggermente sopra il primo scheletro. Questi scheletri sono testimoni di rituali mortuari preistorici, precedenti all'adozione del Buddismo, circa 2000 anni fa.

Scavi realizzati a Si Thep che mostrano i ritrovamenti preistorici
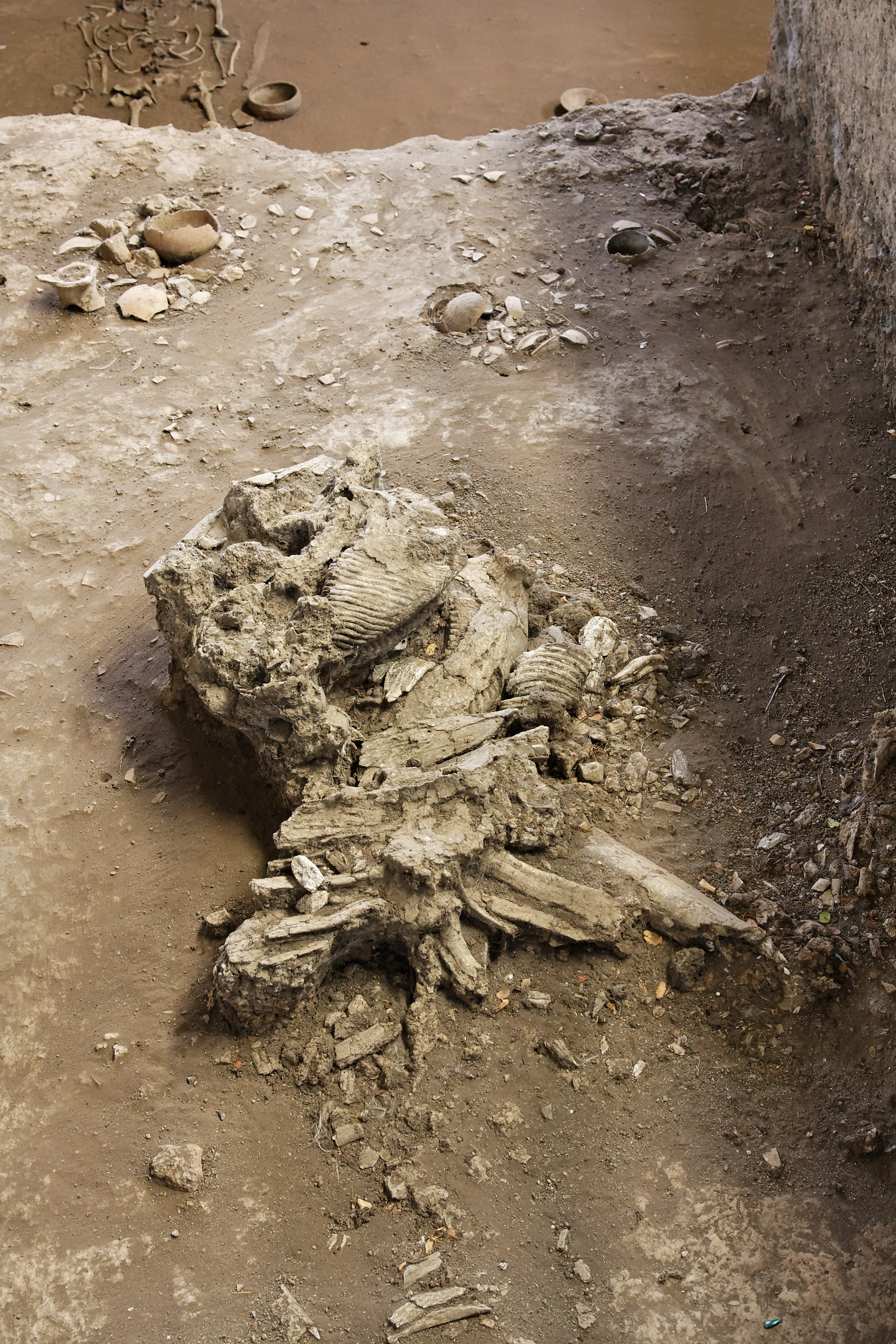
Resti di un elefante
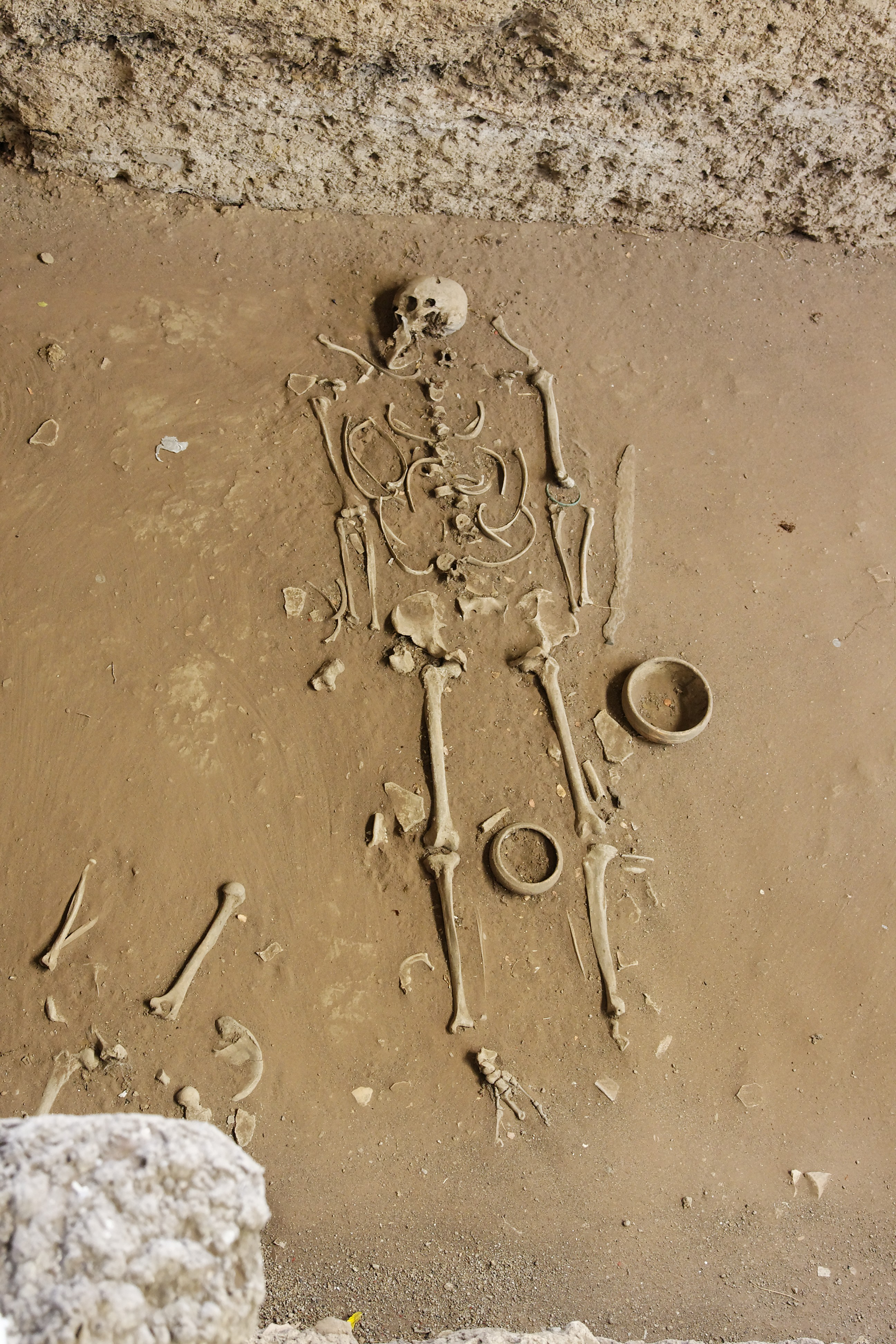
Resti umani
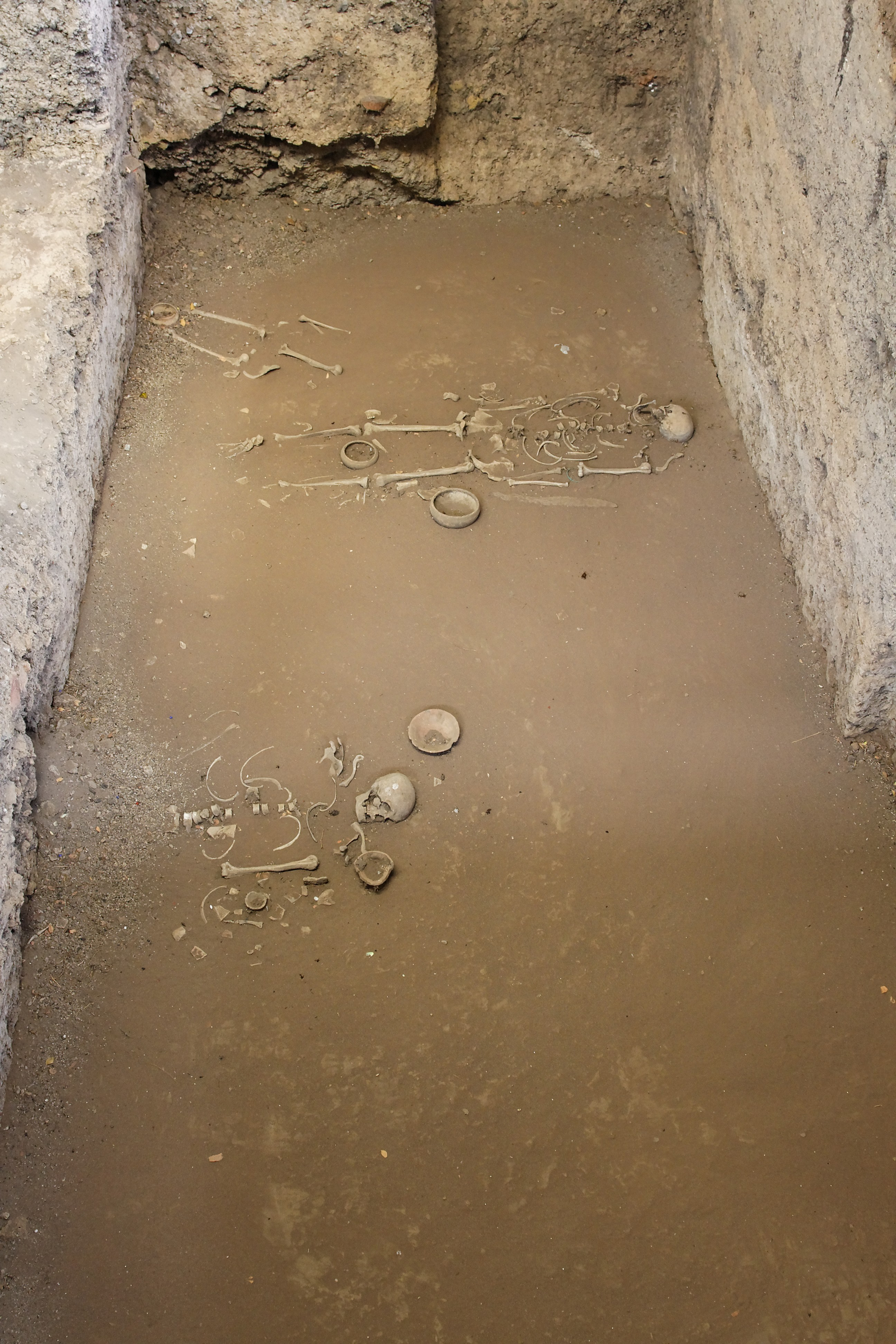
Resti umani
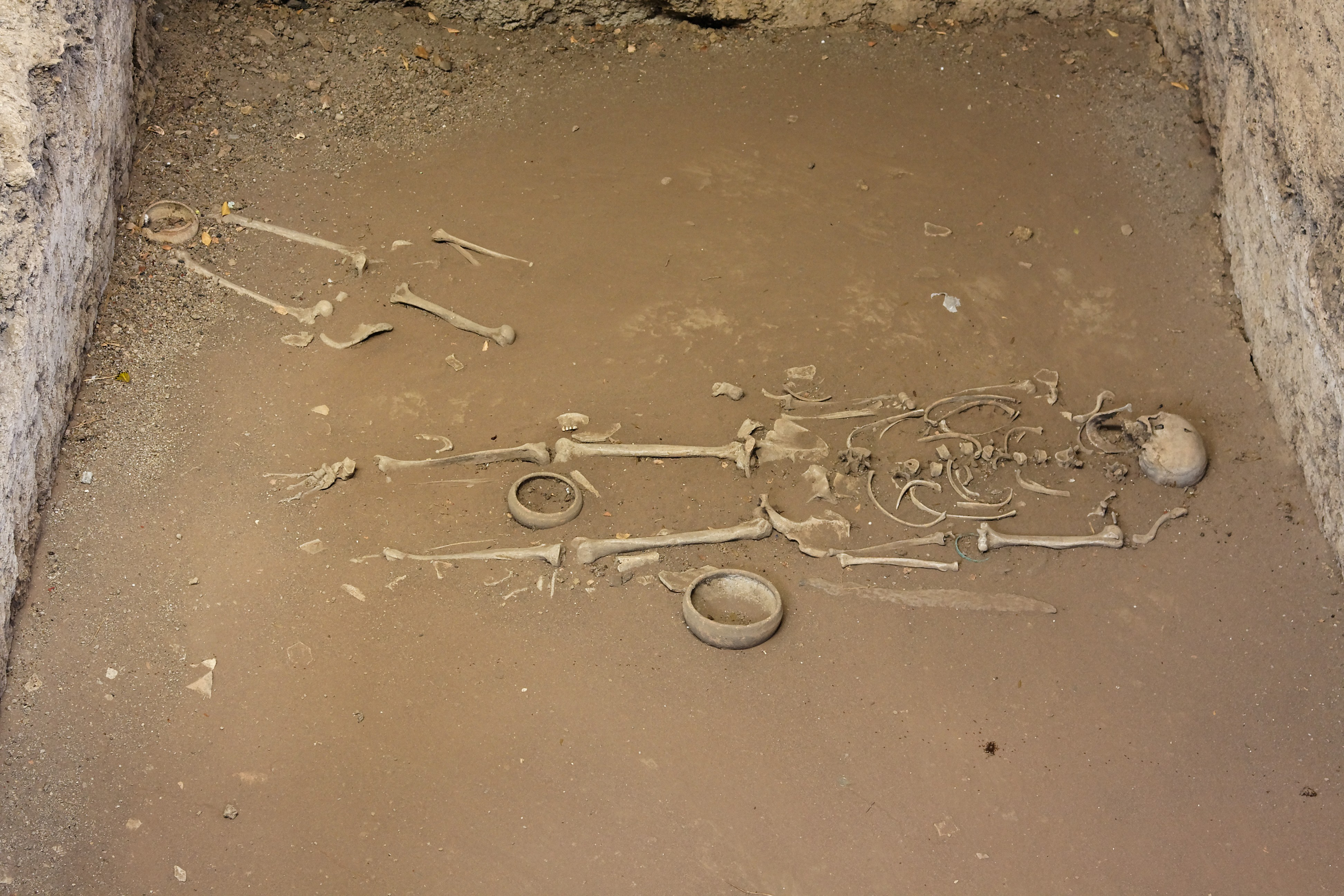
Resti umani

### Periodo Dvaravati

#### Khao Khlang Nai
Khao Khlang Nai (in thailandese เขาคลังใน) era un santuario buddista. Lo stupa centrale, di forma rettangolare e rivolto a est, è caratteristico dello stile architettonico Dvaravati. Il basamento in laterite rivestito di intonaco è alto circa 12 metri. È decorato con stucchi che rappresentano nani gana, scimmie, leoni, bufali ed elefanti. Queste figure sono nella postura di atlanti o cariatidi, che proteggono e sostengono il monumento. Secondo il loro stile risalgono al IX secolo.
Di fronte al santuario c'è una scala che conduce a un livello superiore. Rimangono tracce di questo pavimento realizzato in laterite e poggiante su un basamento costituito da piccoli mattoni; potrebbe essere stato un viharn o uno stupa. Tutto intorno a questa importante struttura, fuori dal muro che circonda l'edificio principale, si trovano viharn, stupa, chedi e altri edifici destinati alle cerimonie.

Khao Khlang Nai
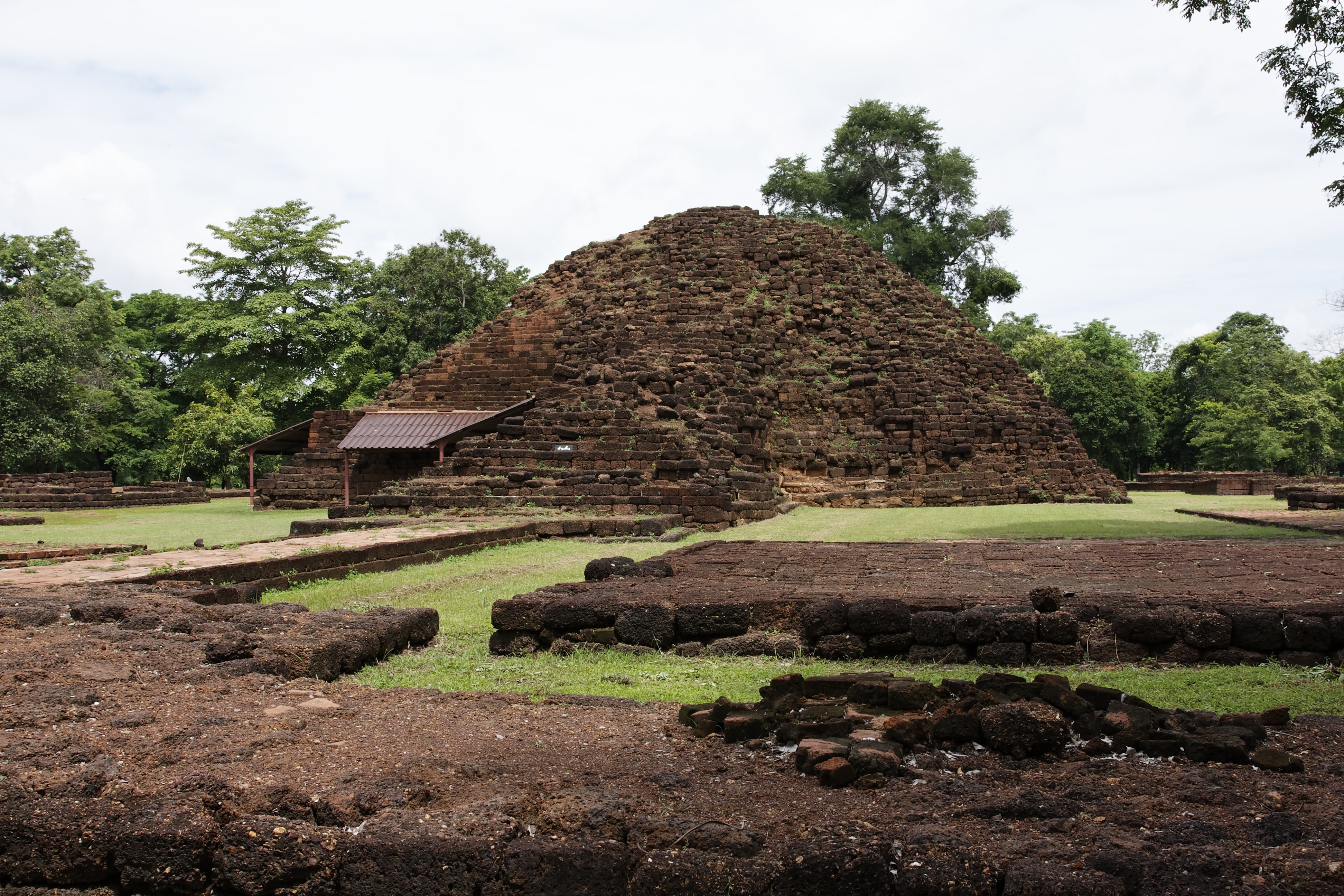
Veduta generale
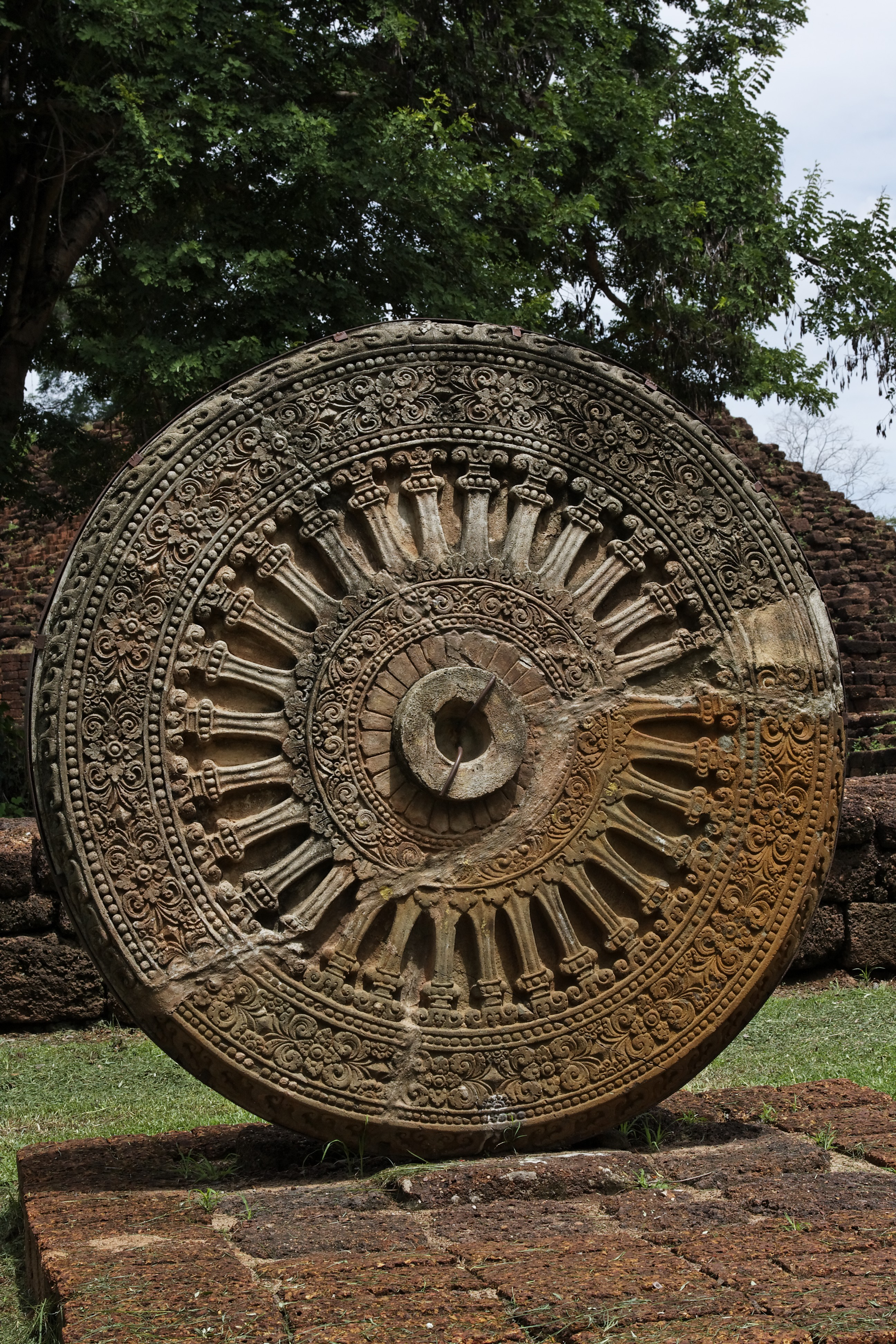
Dharmachakra (ruota della legge) davanti a Khao Khlang Nai
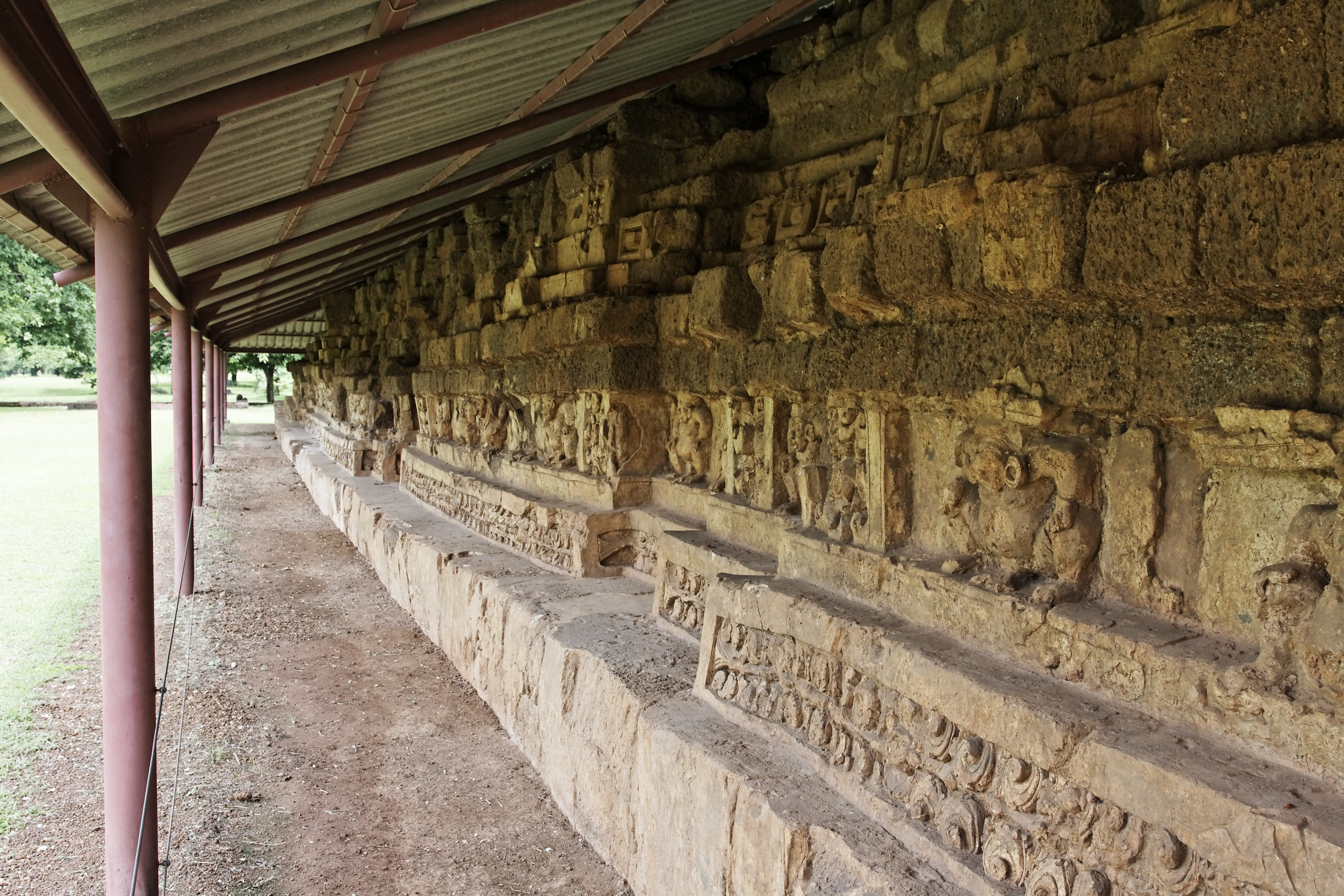
Decorazioni in stucco alla base del monumento
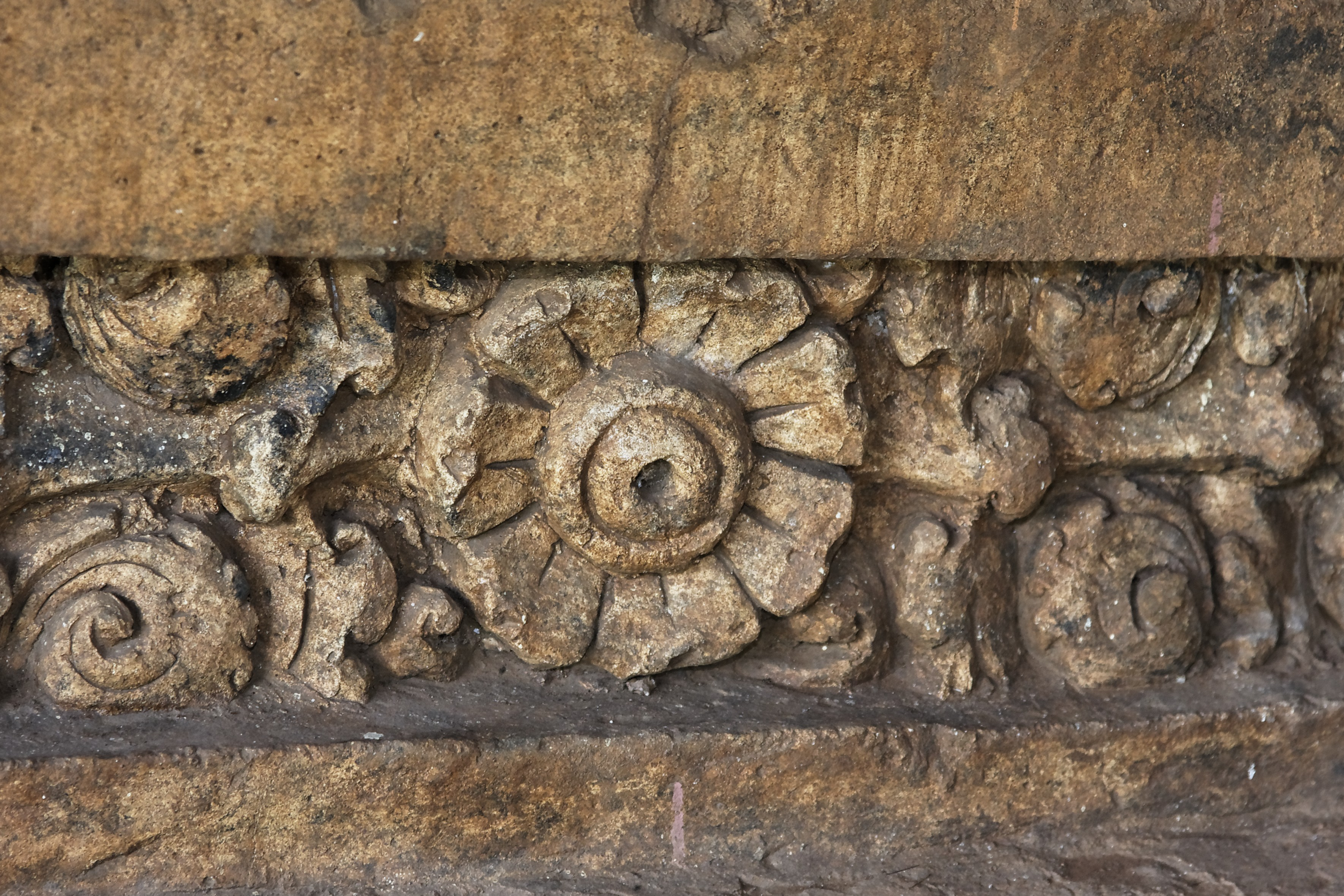
Motivo floreale in stucco
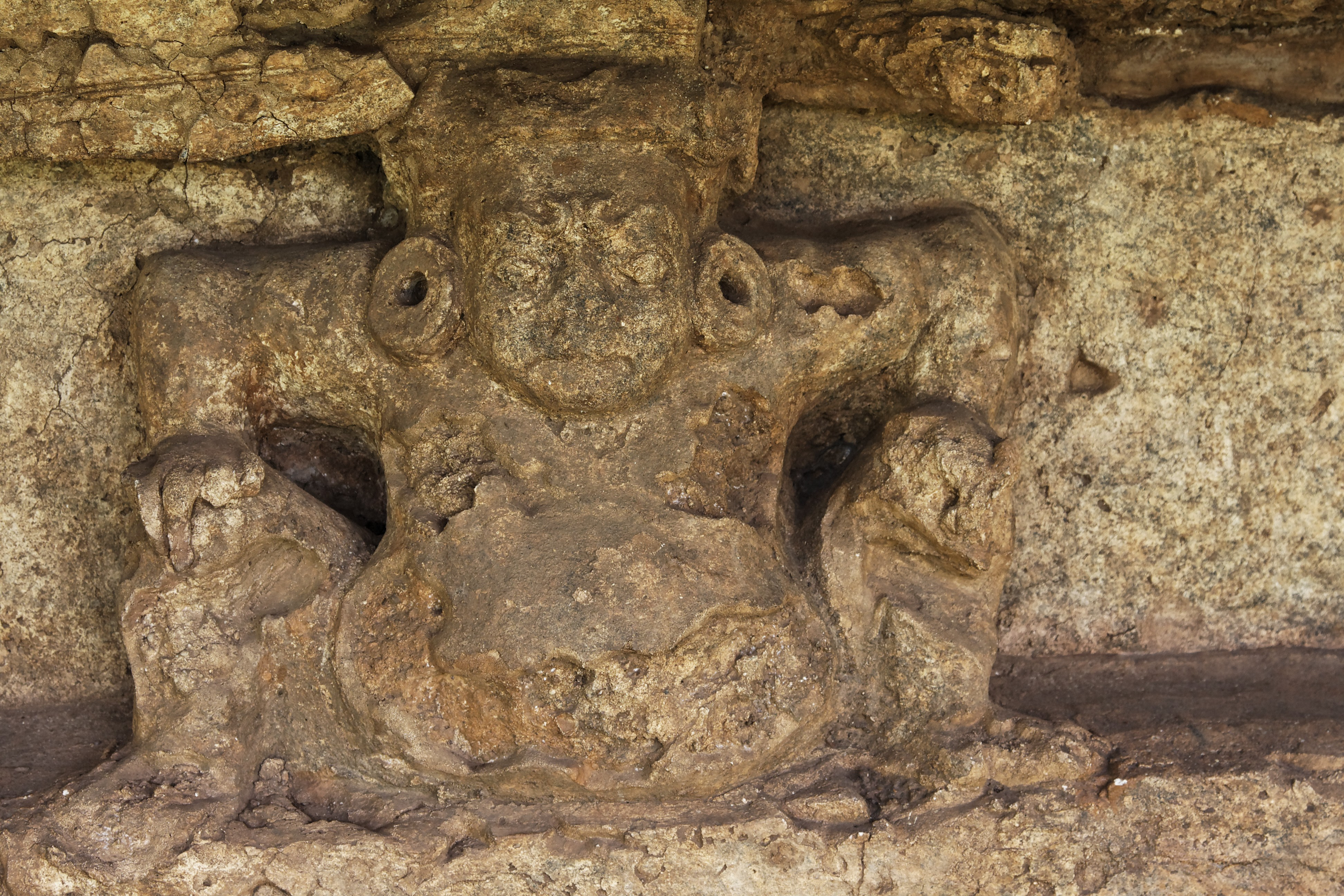
Atlante
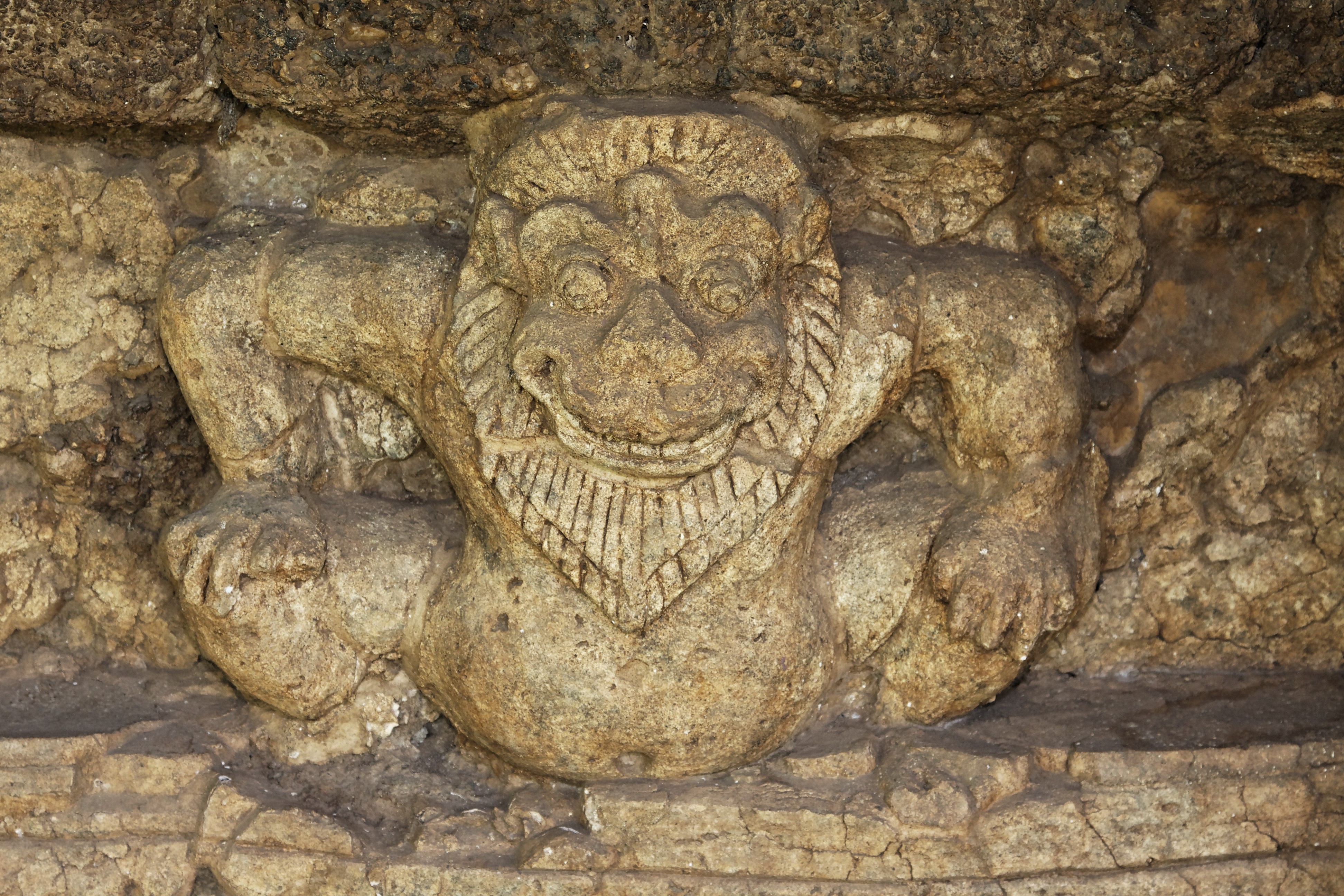
Leone-atlante in stucco
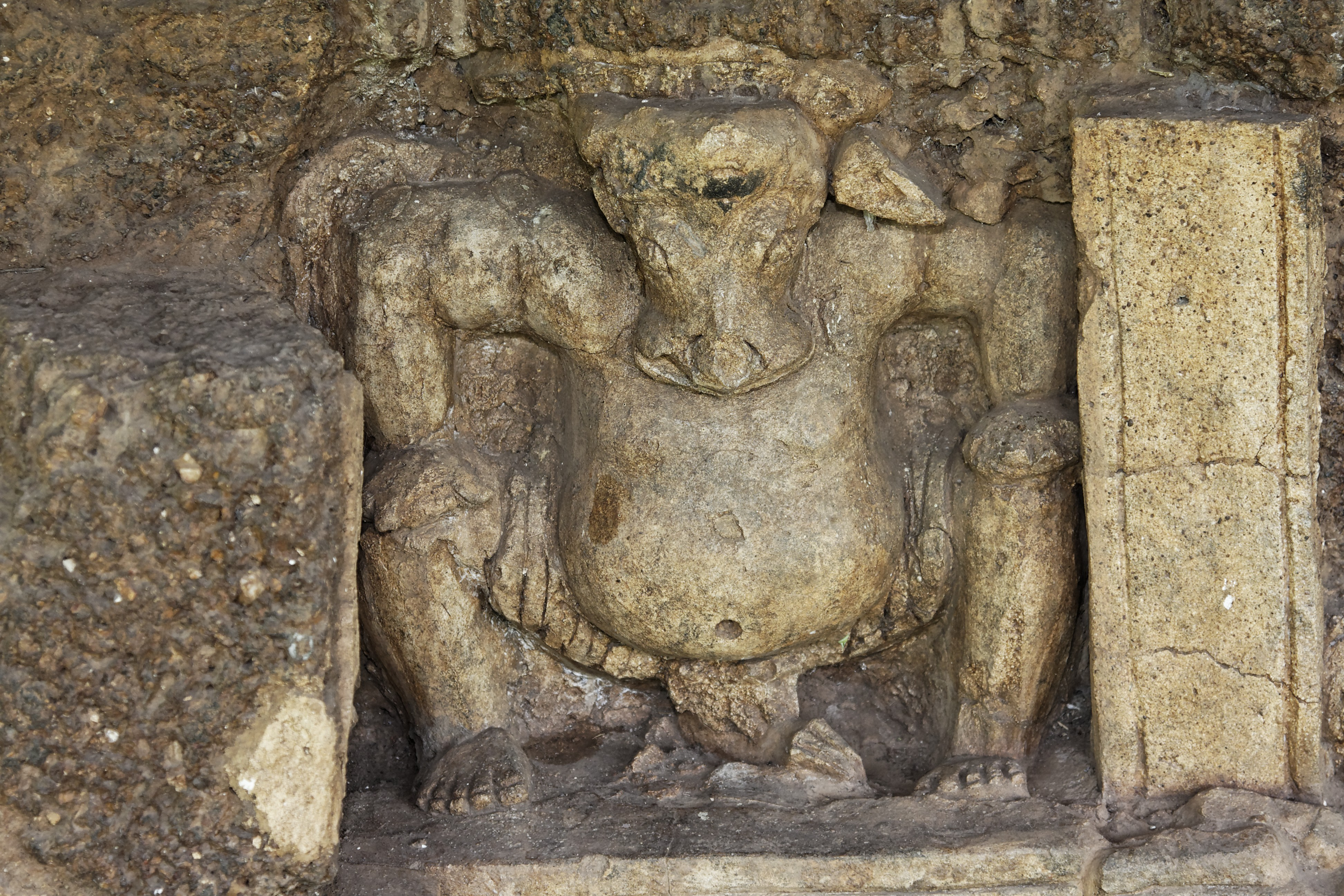
Atlante dalla testa di bufalo
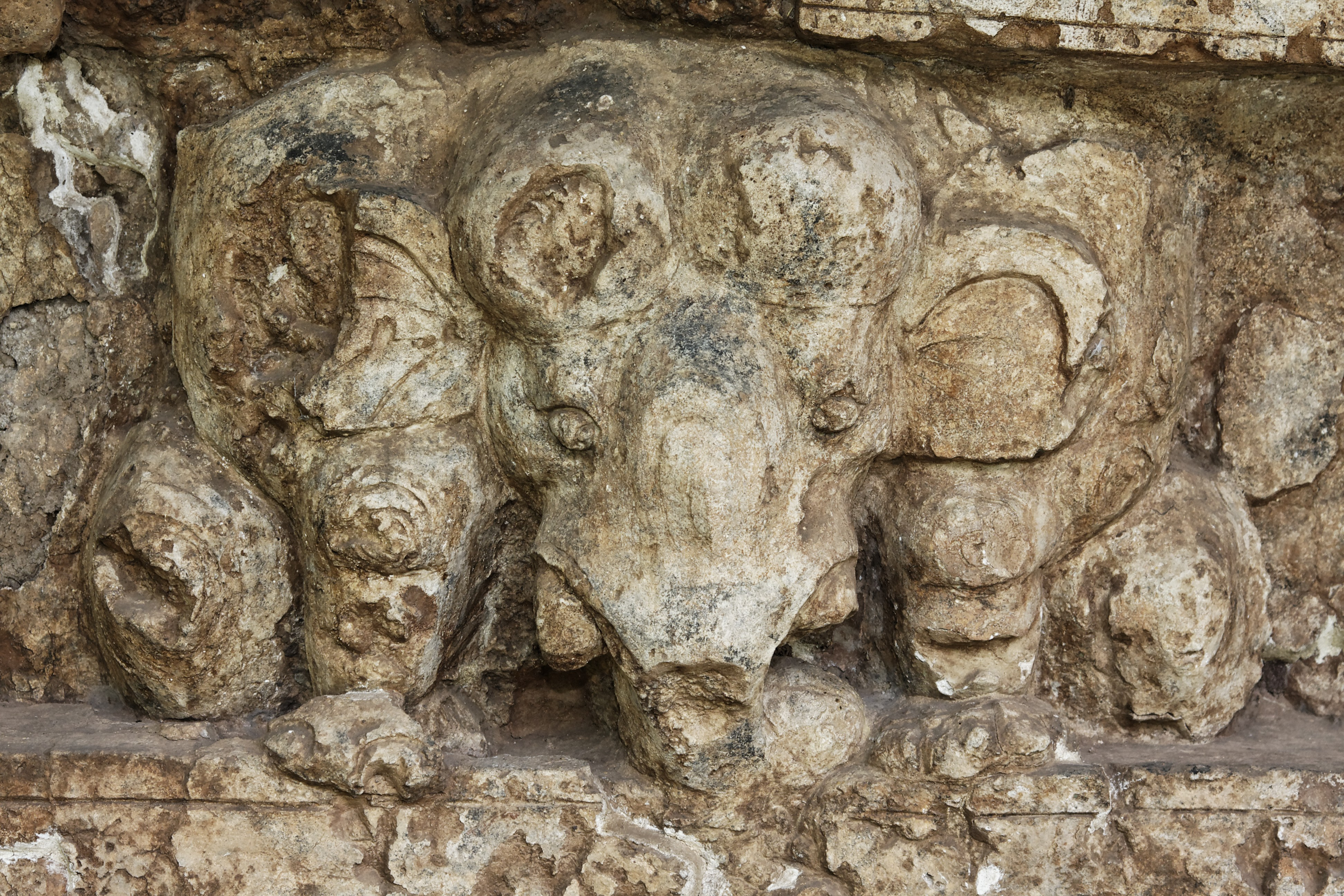
Elefante-atlante in stucco

Secondo gli abitanti del villaggio, il sito era una collina, una piccola montagna (khao in tailandese) ricoperta di cespugli e alberi. La parola tailandese khlang (tesoro) suggerisce che un tempo il luogo fosse utilizzato come granaio, magazzino o deposito. Per quanto riguarda la parola naï, significa che il monumento si trova all'interno della città, a differenza di Khao Khlang Nok.

#### Khao Khlang Nok
Khao Khlang Nok (in thailandese เขาคลังนอก) si trova a Ban Sra Phue, a 1,3 km dall'antica città di Si Thep. Oggi è una grande collina di mattoni lunga 90 metri, larga 90 m e alta 16 m. Al centro della struttura è presente un pozzo (probabilmente scavato dai saccheggiatori). Lo stato del monumento non consente di determinarne lo stile originario.

Khao Khlang Nok
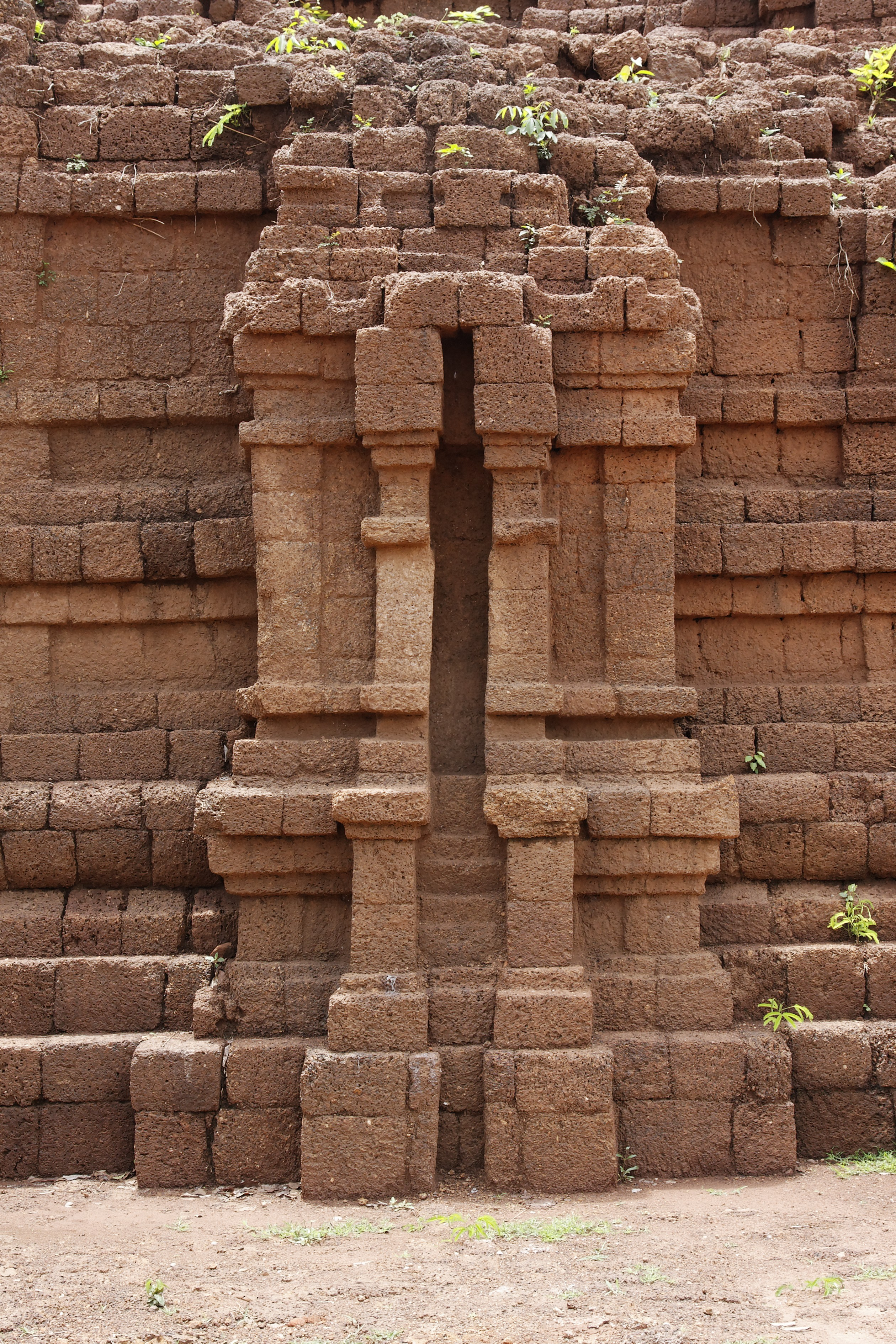
Dettaglio
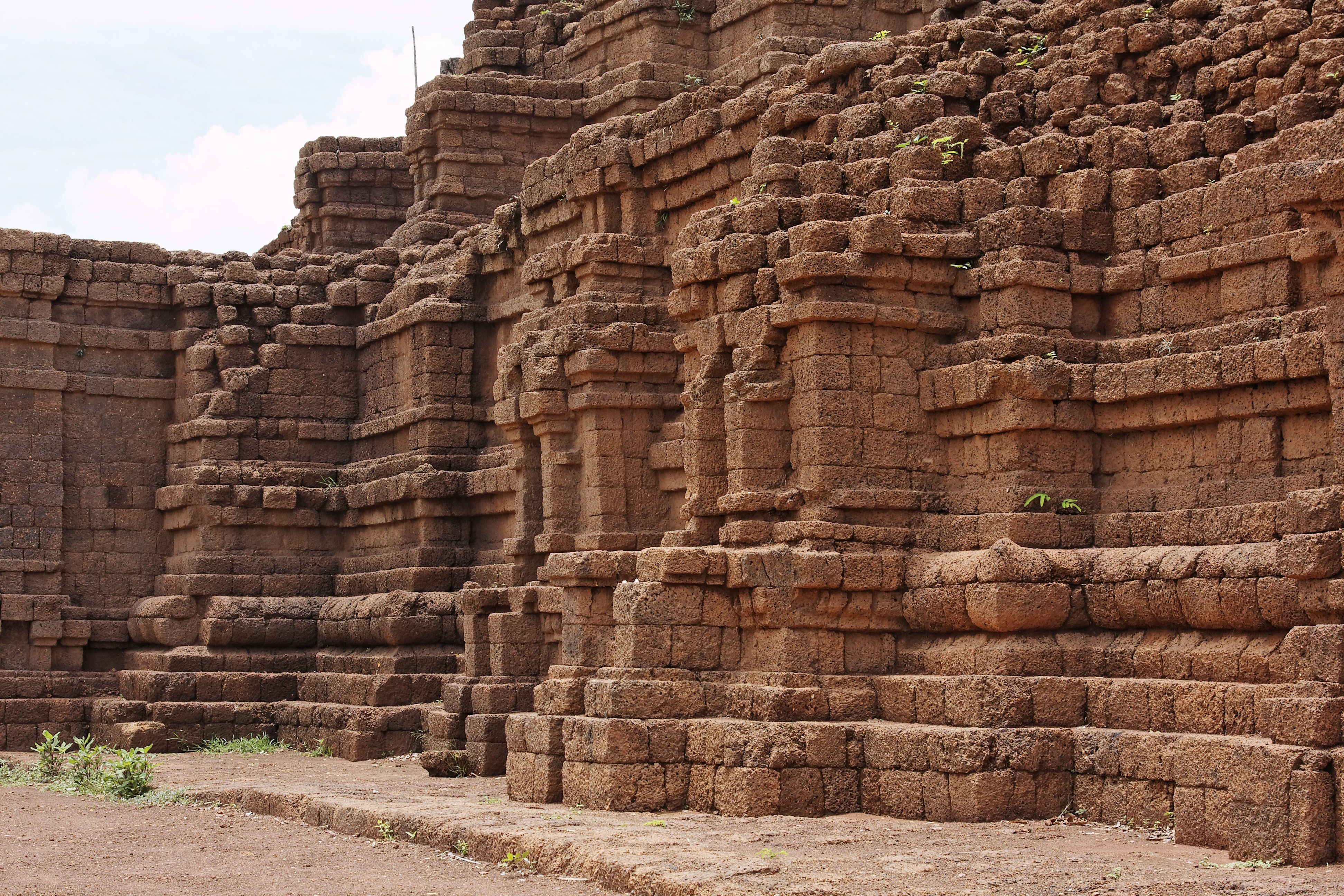
Dettaglio
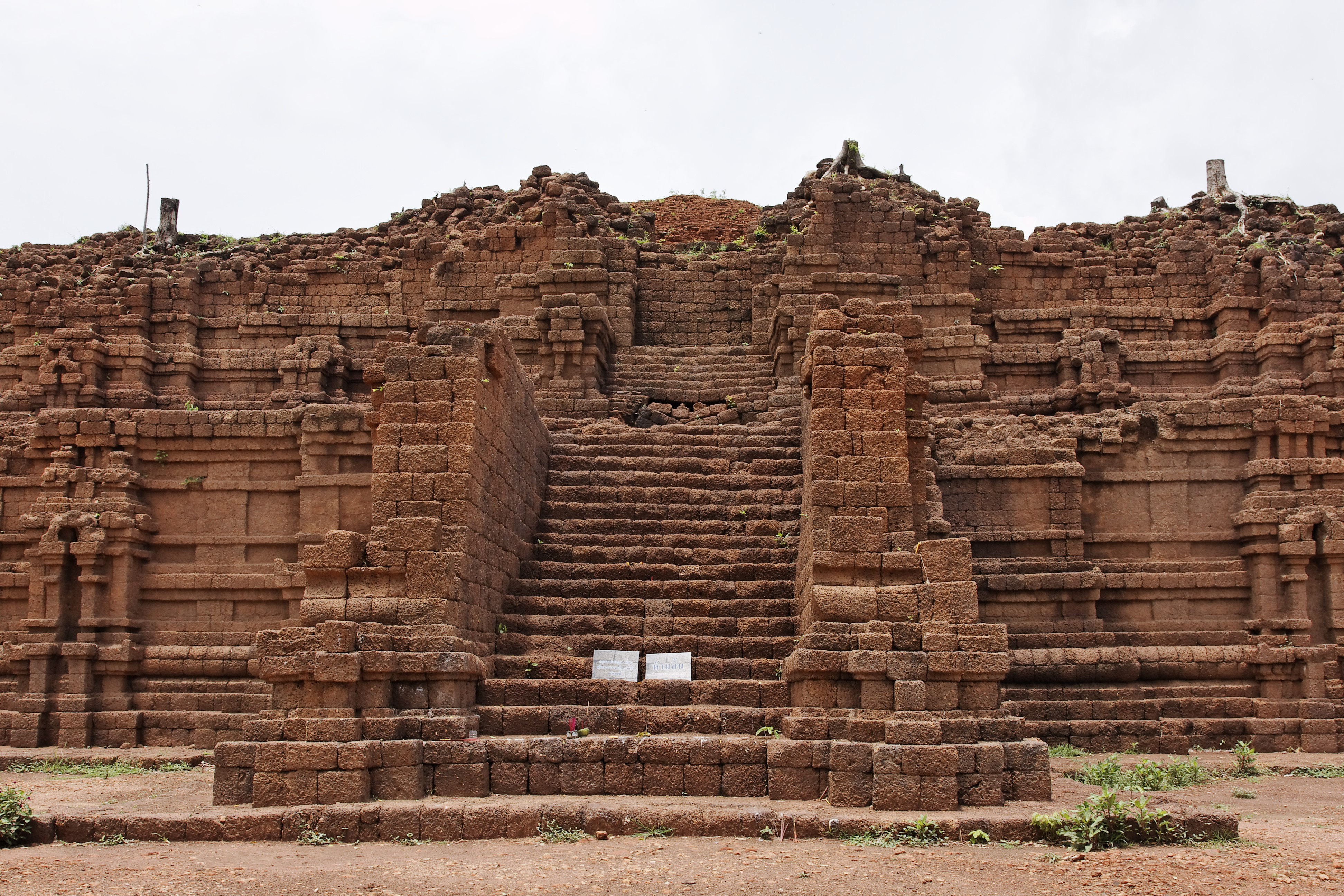
Dettaglio

#### Khao Thamorat
Khao Thamorat è una montagna a ovest della città di Si Thep. Una grotta in questa montagna ha sculture in pietra dedicate al culto buddista Mahāyāna (statue di Buddha, bodhisattva, stupa e dharmacakra). La maggior parte sono tipici dello stile Dvaravati. Le teste dei Buddha furono rubate, poi ritrovate e ora sono esposte al Museo nazionale di Bangkok.

### Periodo Khmer
Il regno Dvaravati decadde intorno XI secolo; a quel tempo l'impero Khmer era diventato più potente e iniziò la sua espansione ai danni dell'indebolito vicino. Si Thep cadde quindi sotto l'influenza Khmer, come testimonia il cambiamento della forma della pianta della città che passò da circolare a rettangolare, estendendosi verso est. Questa estensione si chiama Muang Nok (letteralmente città esterna). Ci sono due santuari indù, il Prang Si Thep e il Prang Song Phi Nong, entrambi risalenti al XII secolo. Successivamente questi due santuari furono modificati e utilizzati per il culto buddista Mahāyāna, più precisamente durante il regno di Jayavarman VII, intorno al XIII secolo. Le ragioni del declino di Si Thep non sono ancora chiare. L'ipotesi più accreditata è che sia stata causata da una grave epidemia.

#### Prang Si Thep

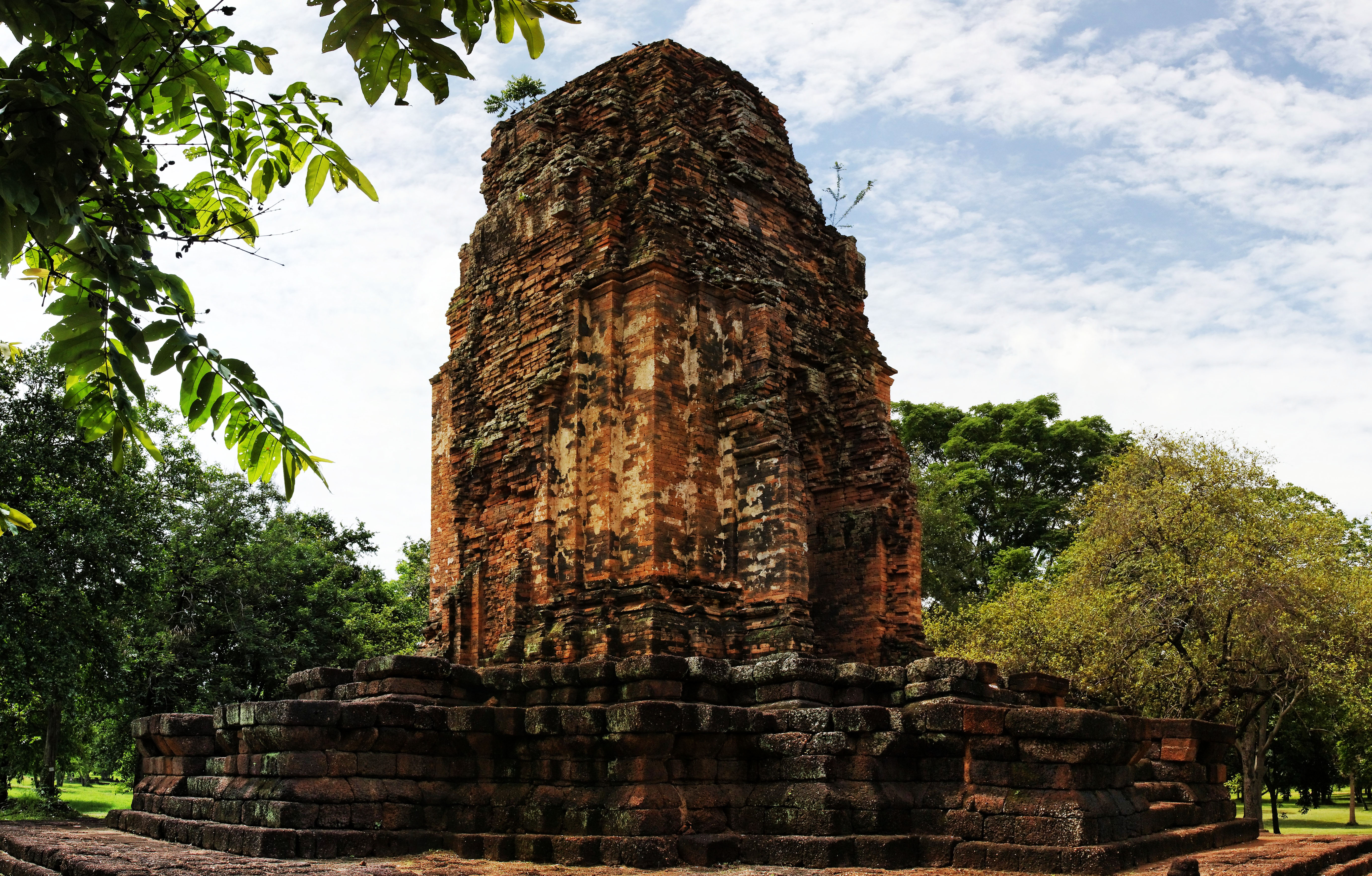
La torre del Prang Si Thep

Prang Si Thep (in thailandese ปรางค์ศรีเทพ) è un santuario in stile Khmer. Si tratta di una grande torre situata dietro al Prang Song Phi Nong e la cui base è a un metro dal suolo.
Lo stile di Prang Si Thep è identico a quello di Prang Song Phi Nong, ed è costituito da una base in laterite e quattro portici. Il corpo principale della torre e la sua copertura sono in laterizio; i resti del prang oggi raggiungono i 12 metri. La torre ha un solo ingresso sul lato ovest, gli altri sono false porte. In origine il portico nord che conduceva alla torre doveva essere coperto con una tettoia in legno. Accanto alla parte anteriore della torre principale ci sono due biblioteche o bannalais. Il basamento centrale antistante la terrazza è prolungato da una carreggiata cruciforme che conduce al livello inferiore. Alla fine della strada ci sono alcuni rilievi della testa di un nāga. Senza dubbio sono state trovate teste di nāga a ciascuna estremità della strada rialzata, che costituisce quello che viene chiamato un ponte di nāga, a simboleggiare il collegamento tra cielo e terra. Un po' più avanti, verso Prang Song Phi Nong, troviamo un muro di laterite su una serie di basi appartenenti a varie strutture.
Prang Si Thep risale all'XI-XII secolo, secondo gli architravi rinvenuti in loco. Sono evidenti tracce di restauro della torre, ad esempio sotto forma di un'antefissa incompiuta. Possiamo dedurre che in origine fosse un santuario indù, che fu poi trasformato per il culto del buddismo Mahāyāna durante il regno di Jayavarman VII. Troviamo questo cambiamento nel culto in molti luoghi appartenuti all'impero Khmer; tuttavia i lavori di restauro furono interrotti prima che Si Thep fosse abbandonata.

#### Prang Song Phi Nong

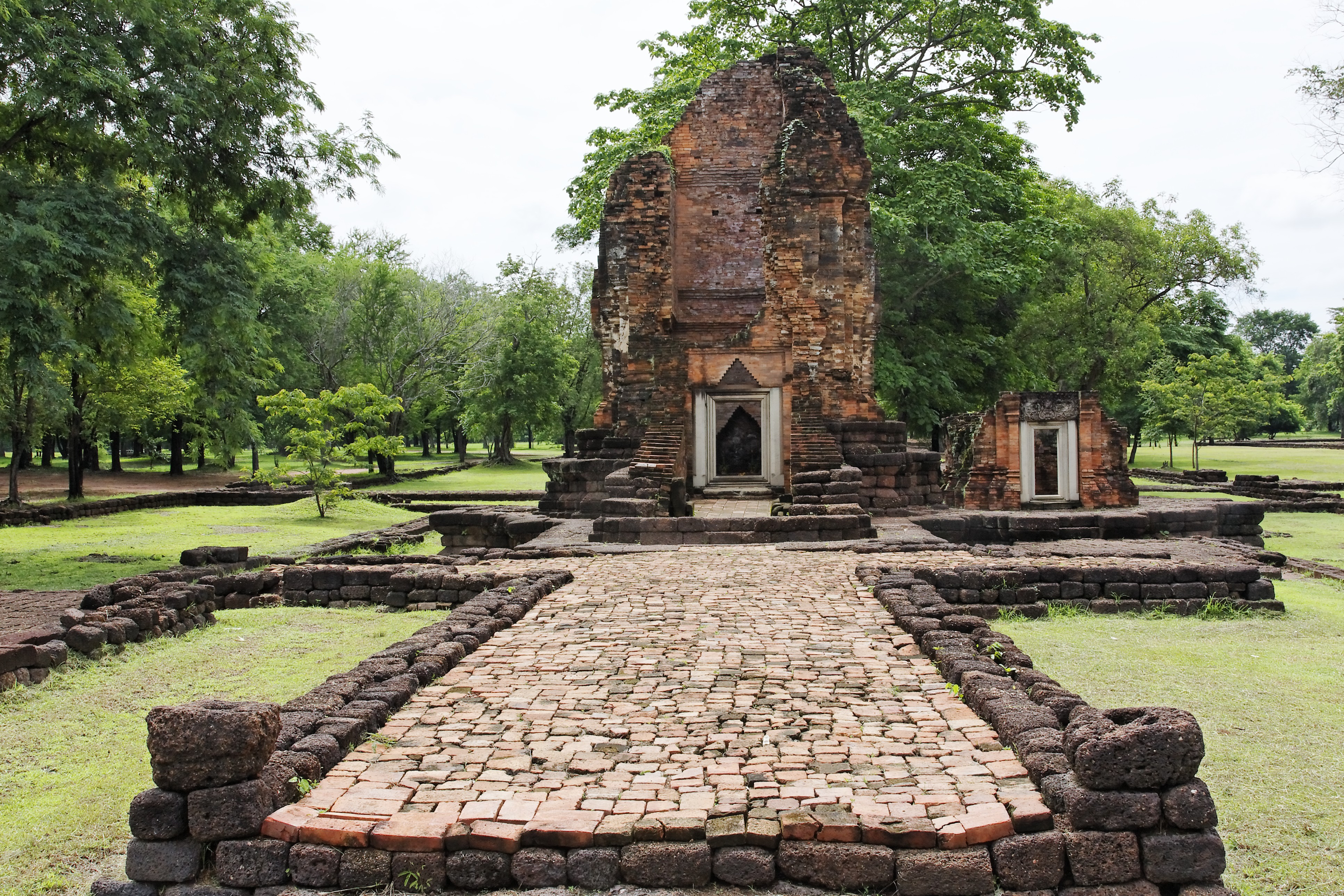
Un prospetto di Prang Song Phi Nong

Prang Song Phi Nong (in thailandese ปรางค์สองพี่น้อง) è un grande santuario situato all'interno del complesso di Si Thep. È in stile Khmer e risale circa al XII secolo. Gli abitanti del villaggio chiamano la torre grande phi, che significa fratello maggiore o sorella maggiore in tailandese, e la torre più piccola nong, che significa fratello minore o sorellina.
La torre principale è alta circa sette metri, realizzata in mattoni su base in laterite ed è rivolta a ovest. Ha un'unica stanza quadrata chiamata garbhaghra, che veniva utilizzata per ospitare una scultura sacra. Le tre pareti di questa stanza presentano nicchie triangolari che potevano essere utilizzate per posizionare candele o statue religiose.
A sud della torre principale si trova una torre più piccola. Quando fu scoperto, rimase solo la base, ma la parte superiore fu restaurata dal Dipartimento di Belle Arti della Thailandia; è stato rimesso a posto un architrave umamahesavara, l'unico architrave trovato completo a Si Thep.
Oltre a queste due torri, nelle vicinanze si trovano i ruderi di alcuni monumenti minori. Durante recenti scavi sono stati rinvenuti elementi architettonici, tra cui architravi e pilastri in pietra decorata risalenti al XII secolo. Uno di questi architravi rappresenta Shiva. Sono stati scoperti anche un linga, una yoni e una rappresentazione del toro Nandi. Gli archeologi hanno dedotto che si trattasse di un santuario indù dedicato a Shiva costruito intorno al XII secolo. Tuttavia, il linga, lo yoni e il toro Nandi furono sepolti sotto l'edificio, il che sembra indicare il periodo di transizione tra l'induismo e il buddismo Mahāyāna, durante il regno di Jayavarman VII (1181–1217), sovrano dell'impero Khmer.

#### Prang Ruesi

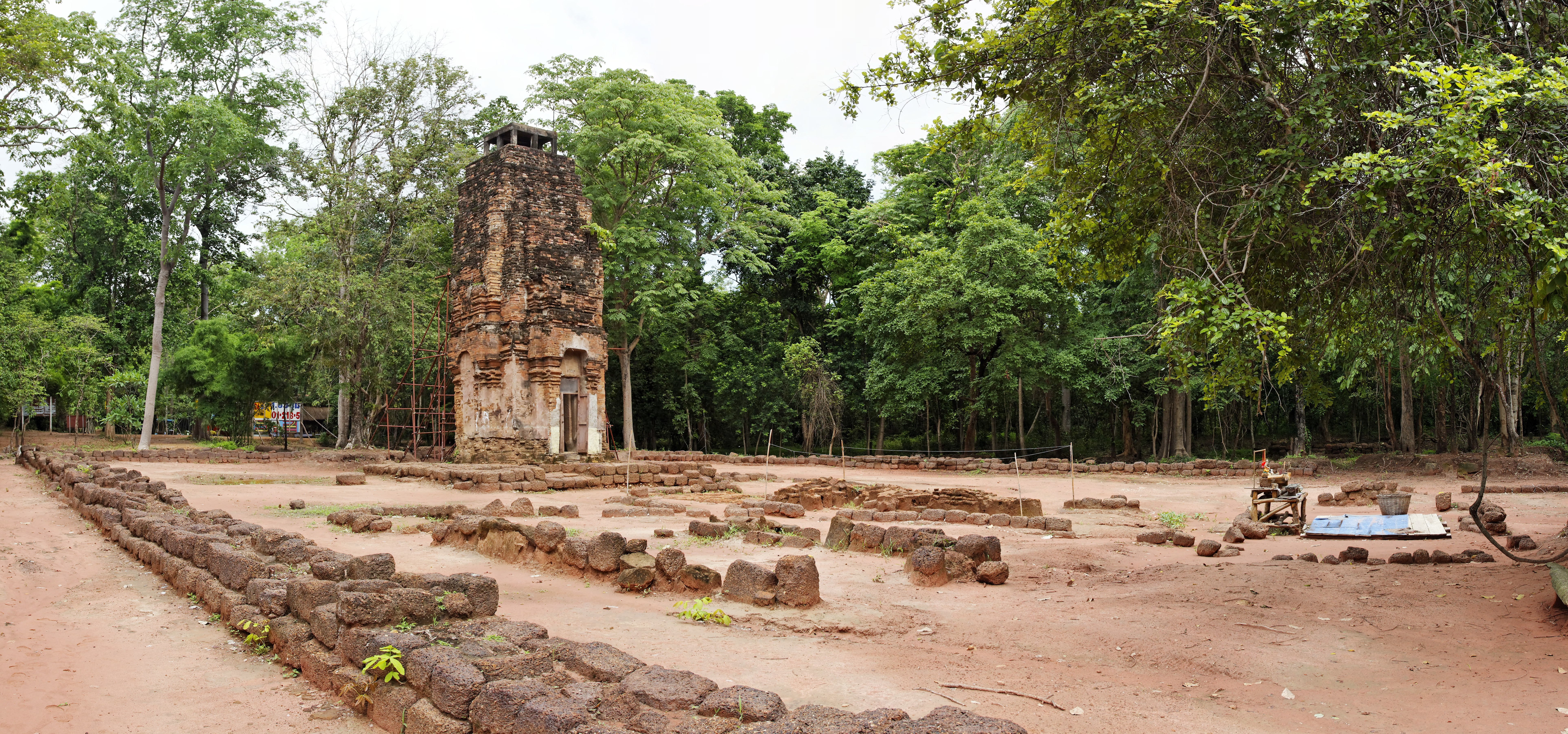
Veduta di Prang Ruesi

Prang Ruesi (o Reussi, a seconda della traslitterazione adottata, in thailandese ปรางค์ฤๅษี) si trova all'interno del parco di Wat Pa Sa Khwae, a nord, nella parte orientale del città storica di Si Thep a circa 2 chilometri dal centro della cittadina. È un edificio in stile Khmer, costruito in mattoni. Probabilmente è contemporaneo di Prang Si Thep. L'edificio è stato tuttavia modificato numerose volte, sia in passato che in tempi più recenti.

## Il museo
Il museo, situato all'interno delle mura dell'antica città, contiene alcune interessanti copie di statue Sūrya e alcuni frammenti di dharmacakra.

Alcuni oggetti del museo
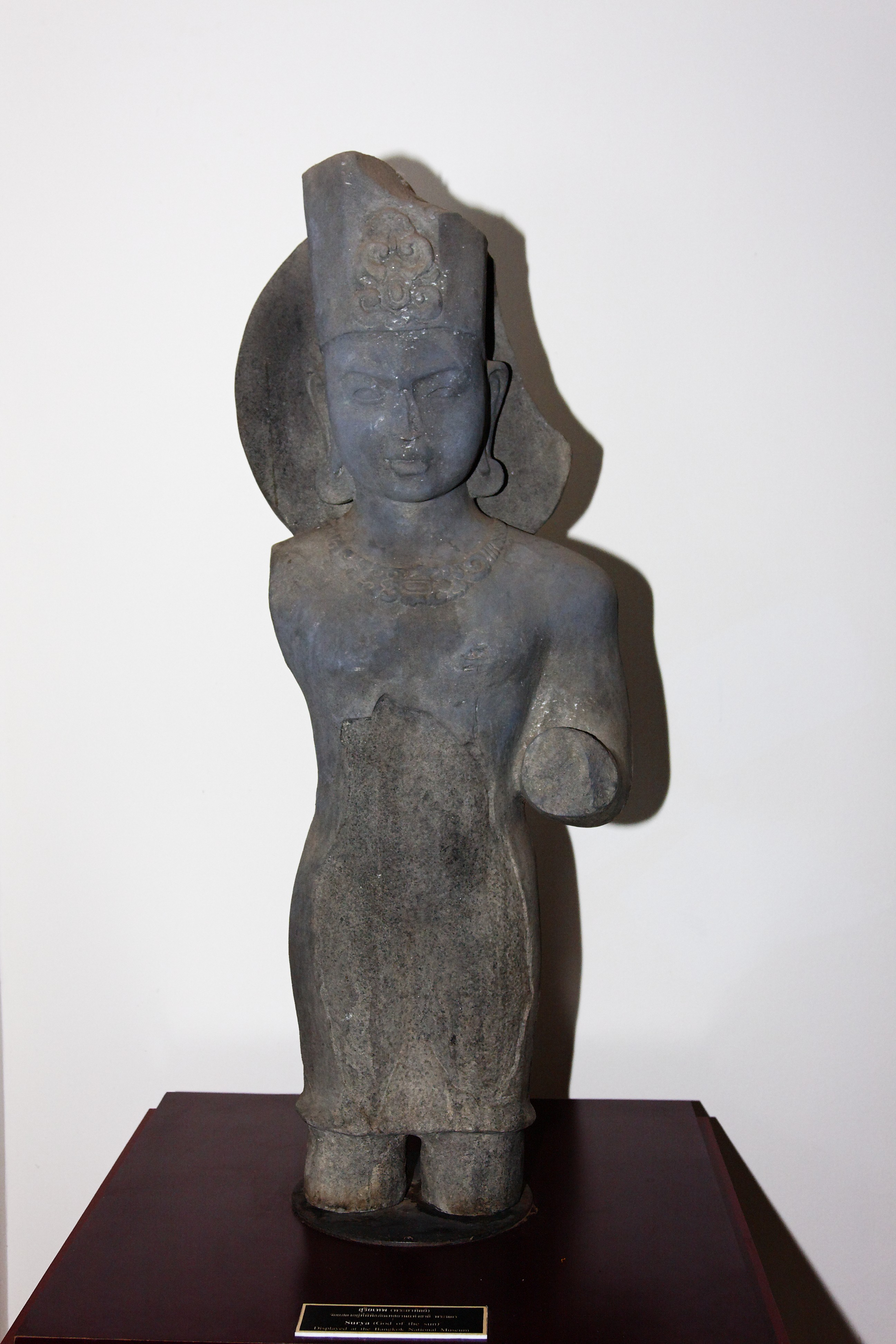
Statua di Sūrya, epoca Dvaravati (copia, l'originale è conservata al Museo nazionale di Bangkok)
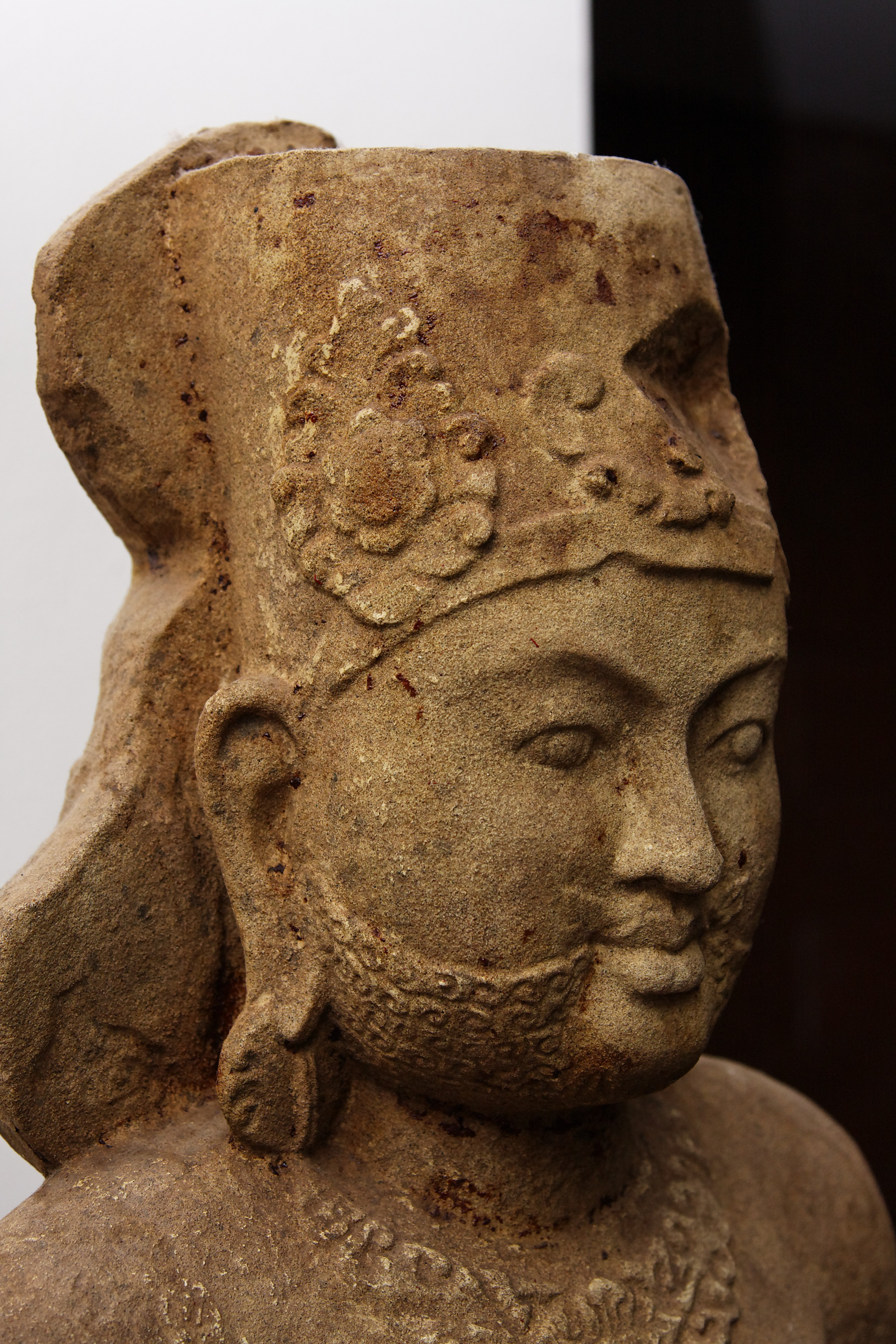
Statua di Sūrya, epoca Dvaravati (copia, l'originale è conservata al Museo nazionale di Bangkok)
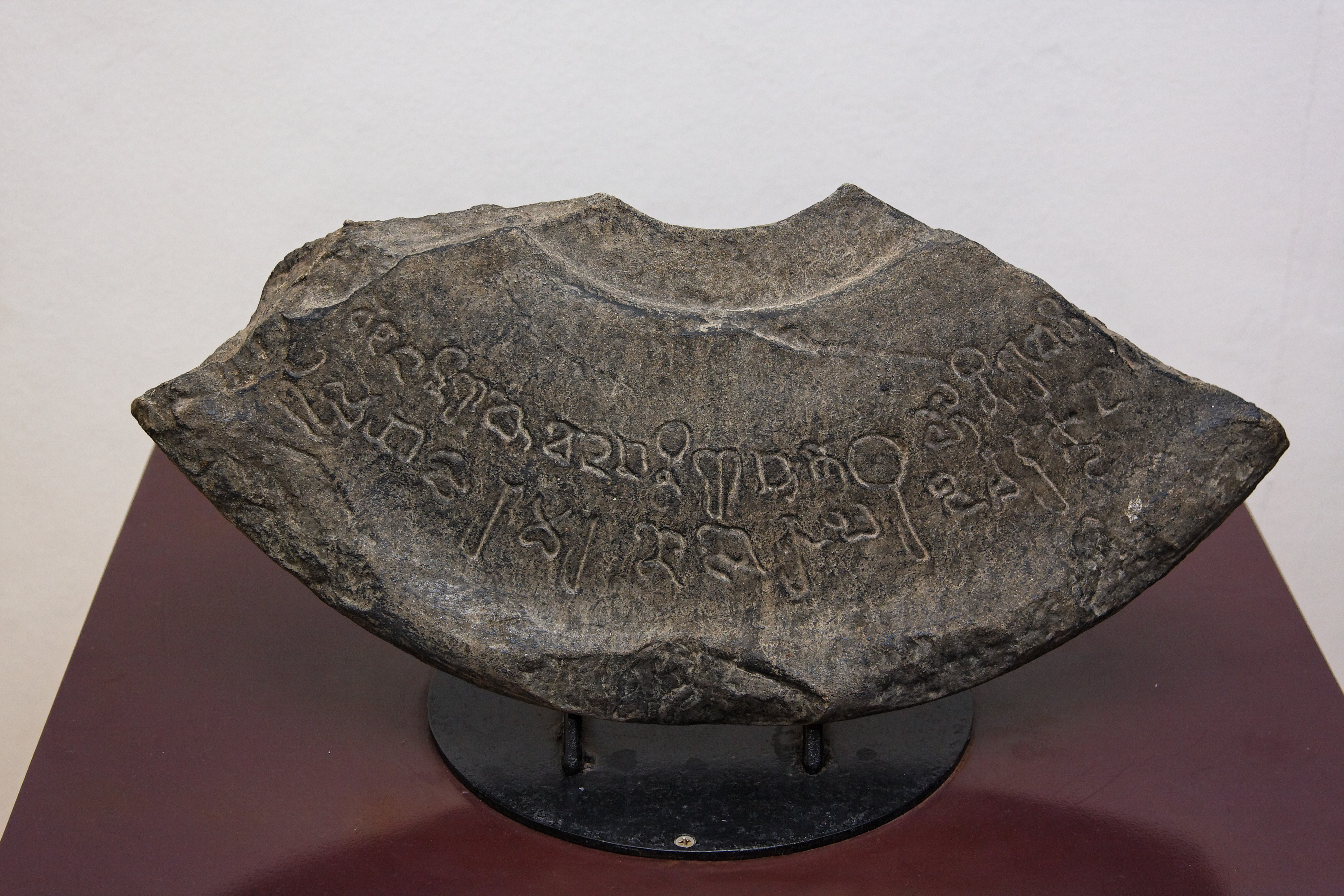
Iscrizione in lingua pāli in alfabeto Pallava
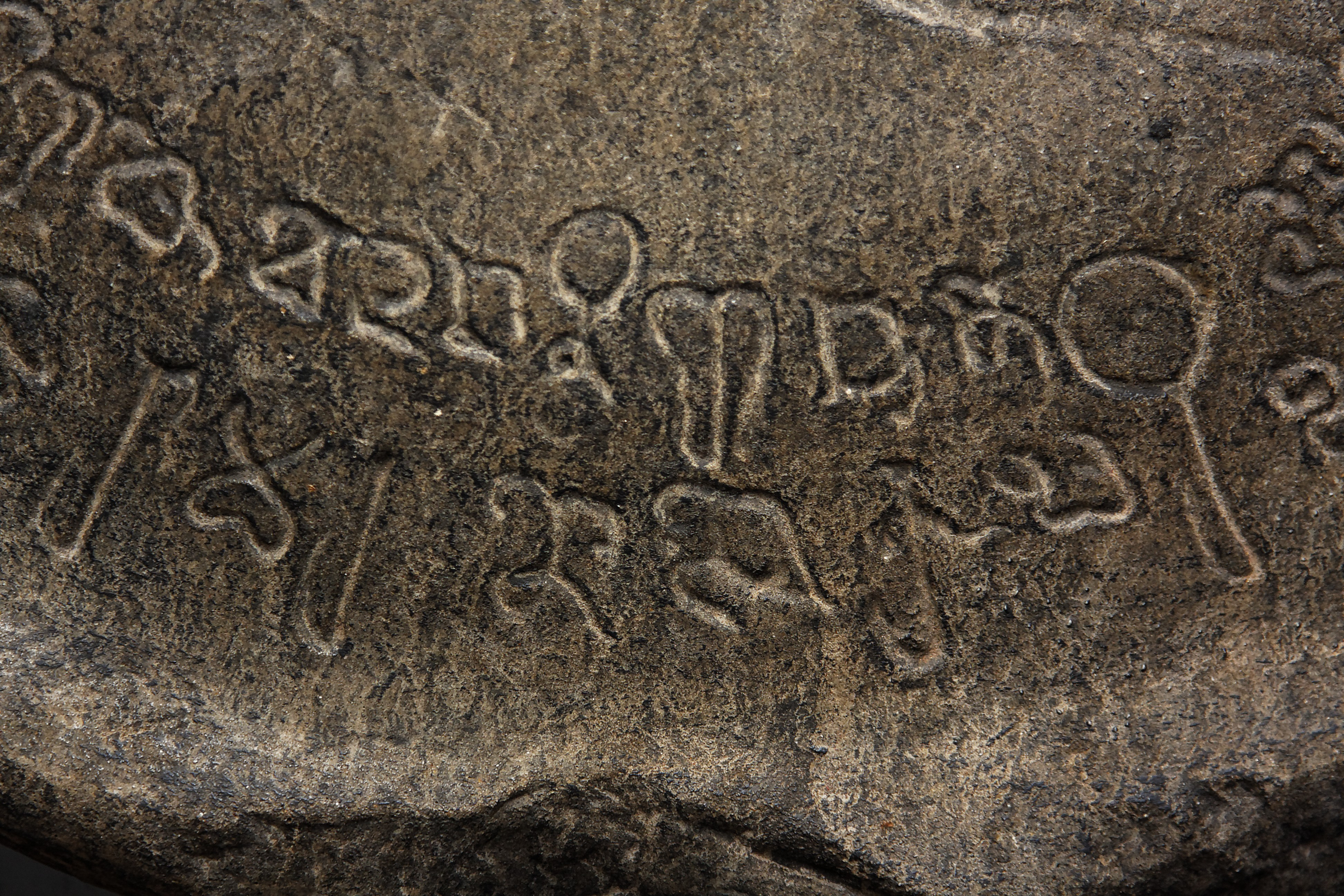
Iscrizione in lingua pāli in alfabeto Pallava (dettaglio)

## Galleria d'immagini

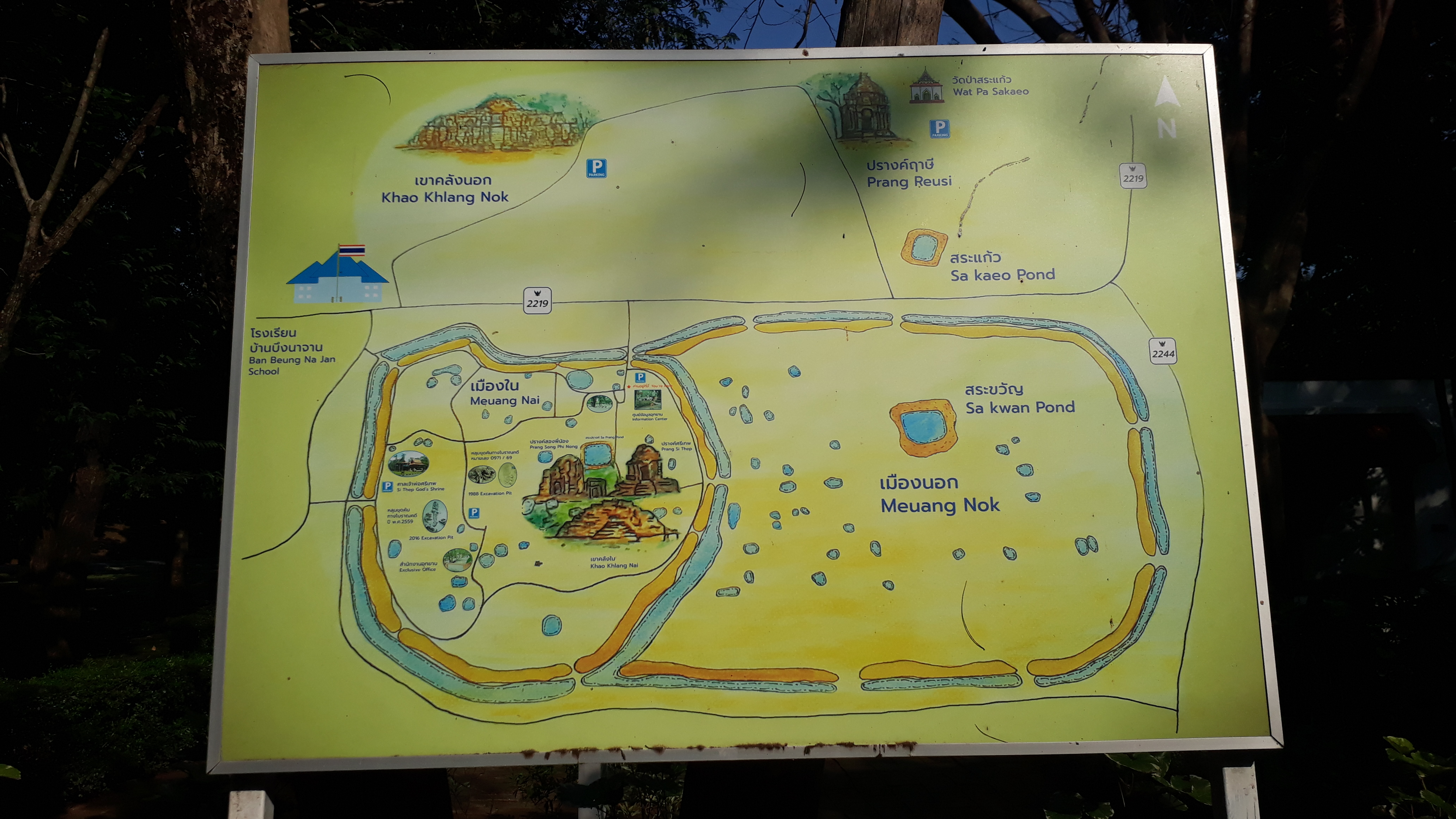
Mappa del parco storico di Si Thep
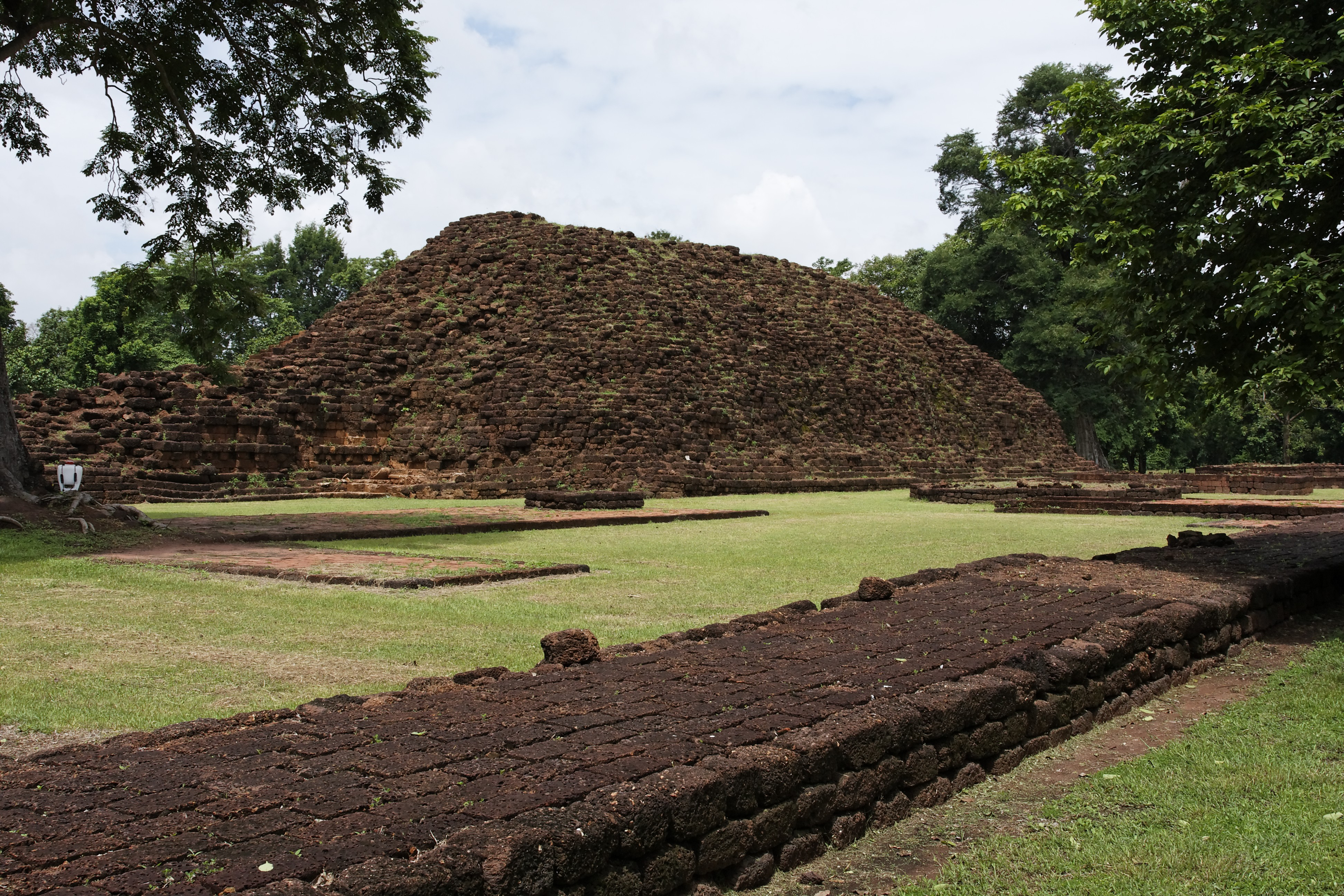
Khao Khlang Nai fu un santuario buddista. Lo stupa centrale, di forma rettangolare e orientato verso est, è caratteristico dello stile architettonico Dvaravati e risale al VI-VII secolo d.C.
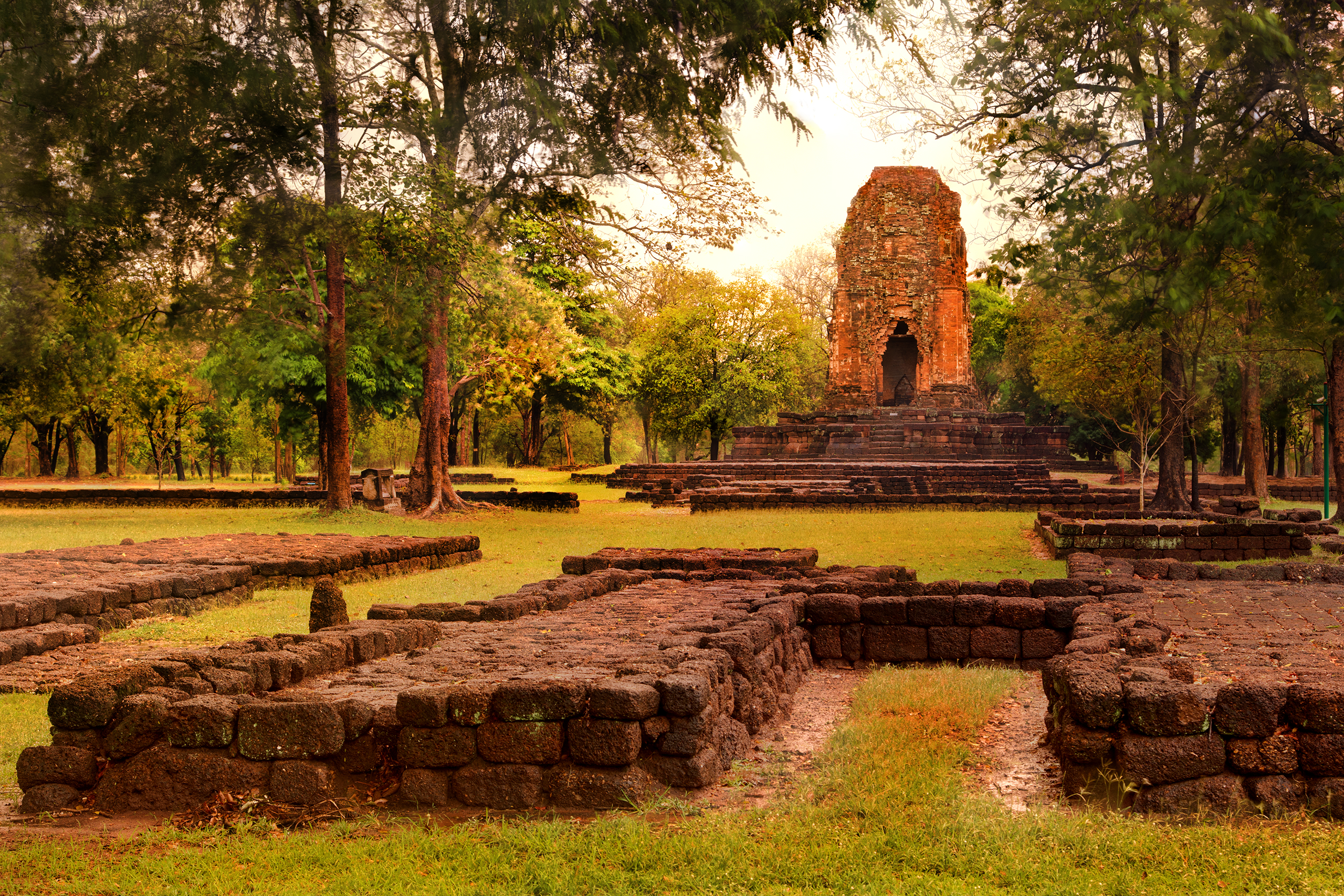
Prang Si Thep, costruito nello stile architettonico Khmer nel tardo periodo Dvaravati intorno al XII secolo.
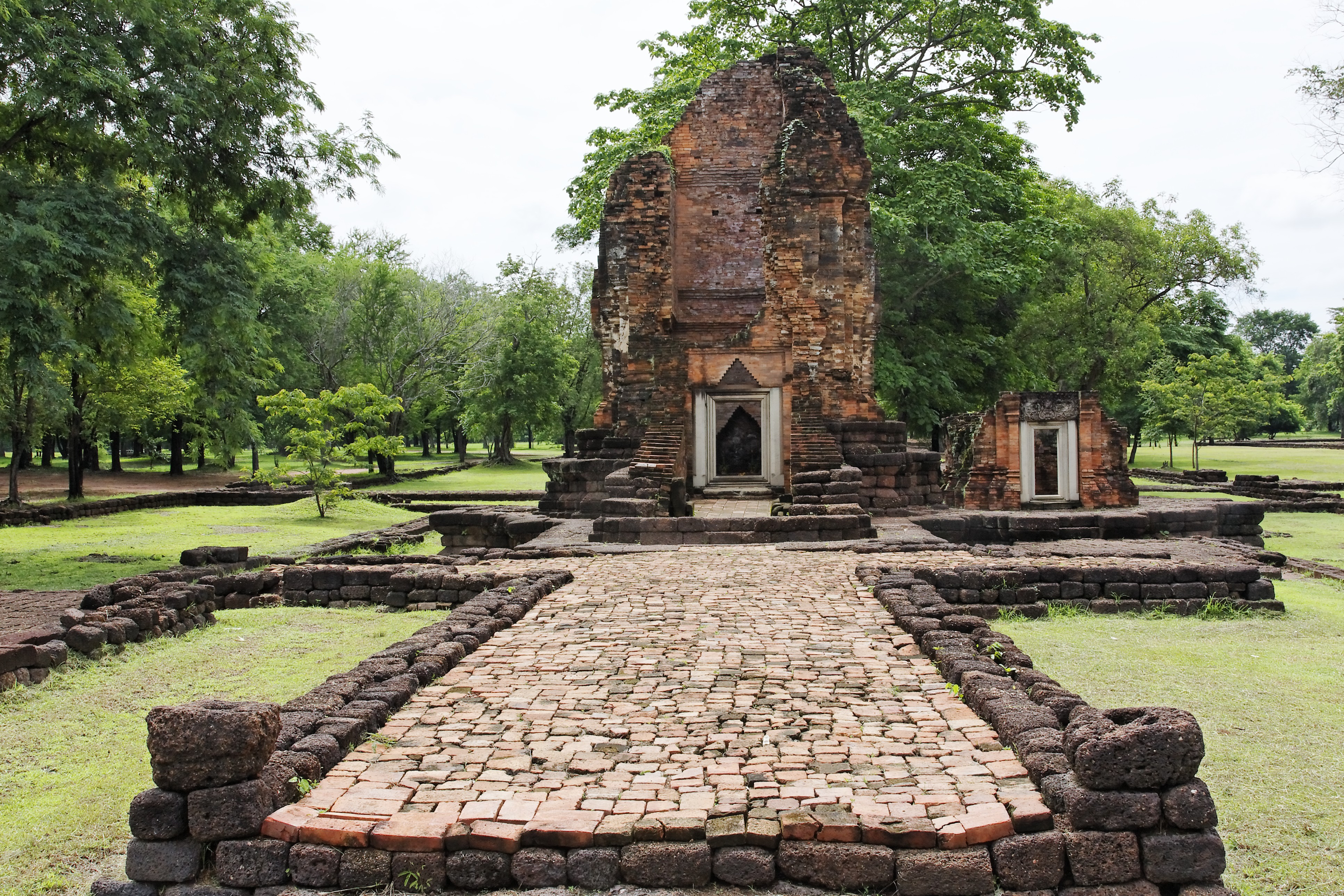
Prang Song Phi Nong
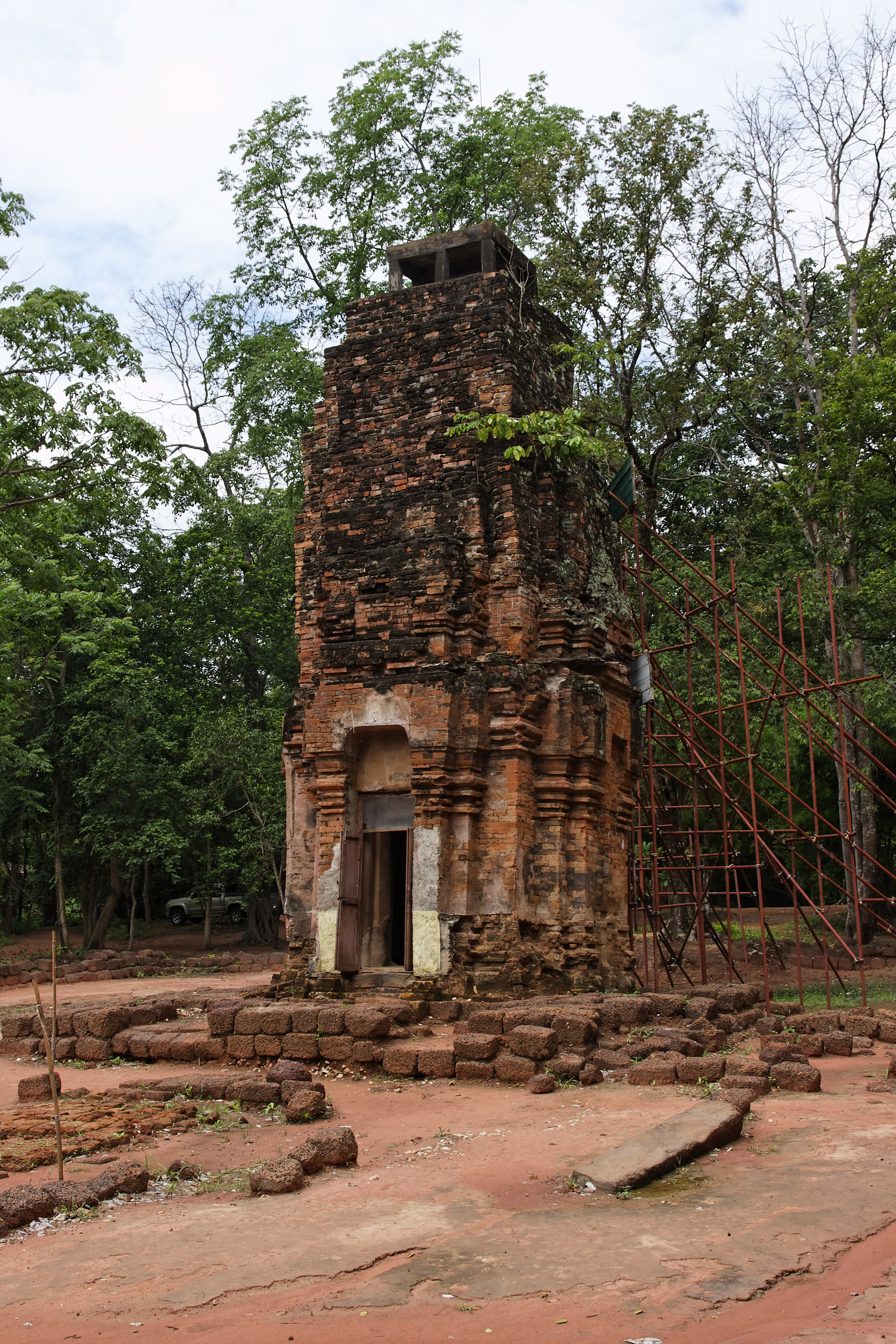
Prang Ruesi